# 松本電鉄バス

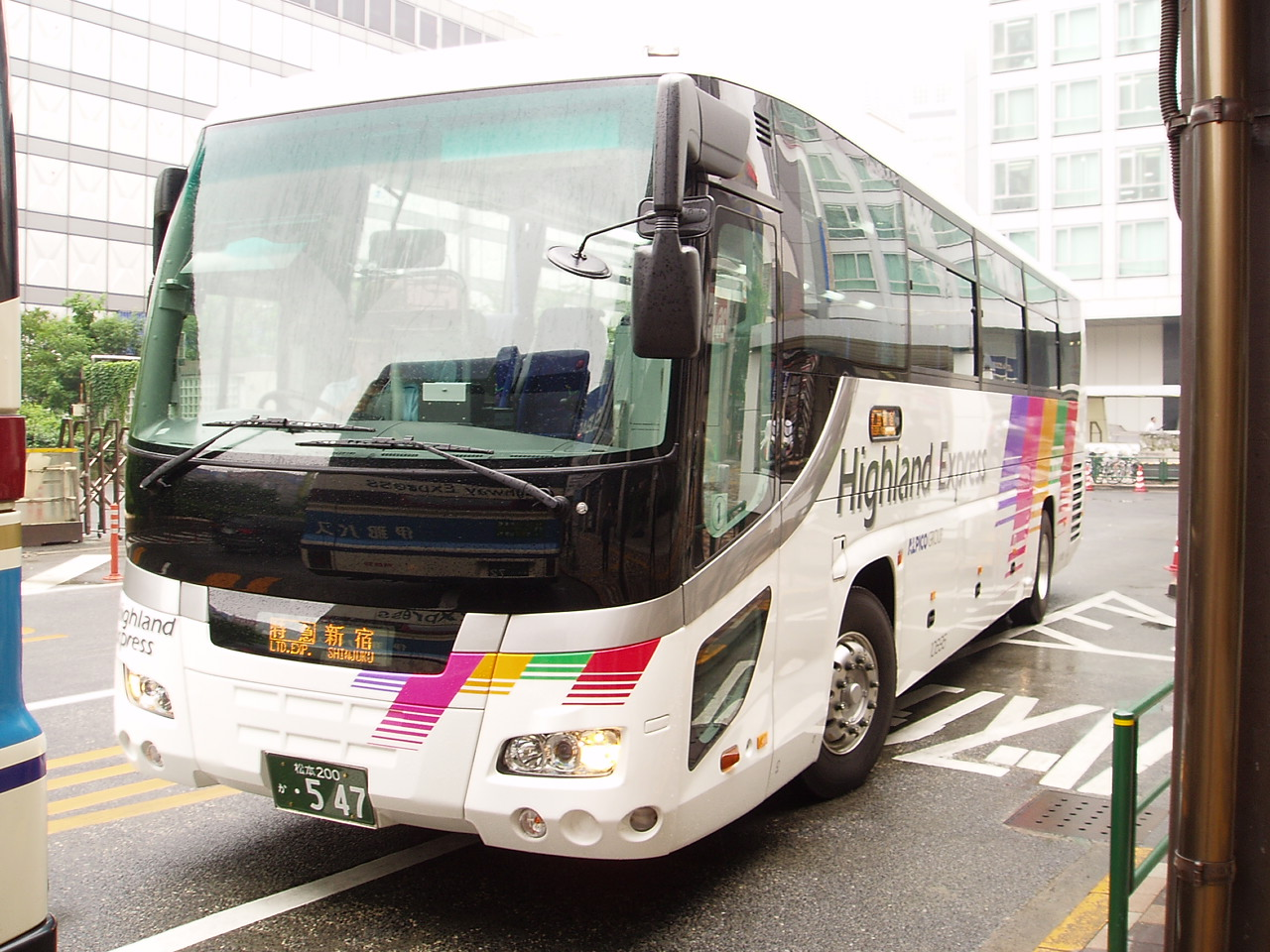
松本電気鉄道の高速バス

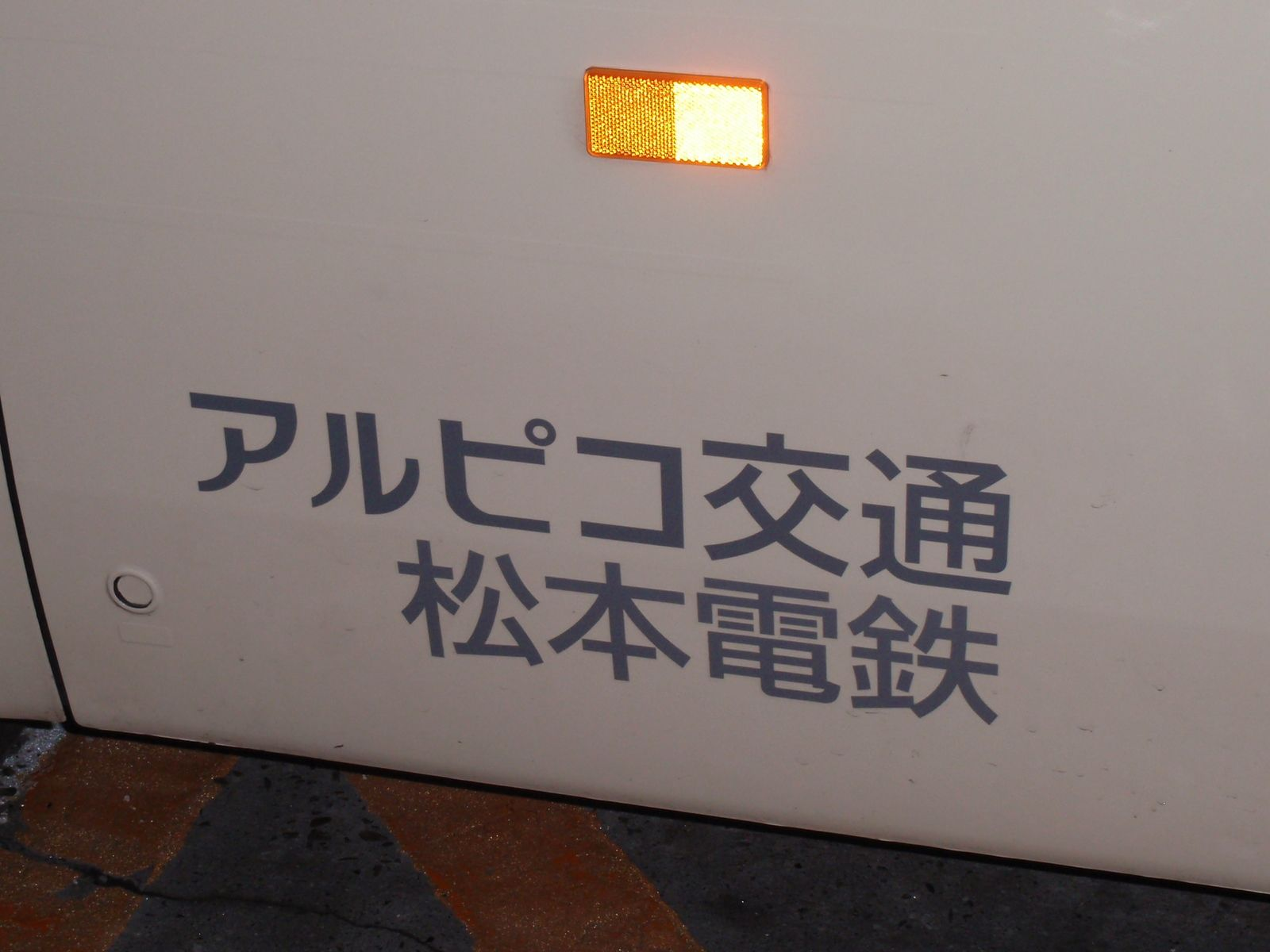
発足当時はバス車体の社名表記も旧社名併記となっていた。
現在はアルピコ交通表記のみのバスが増えている。

松本電鉄バス（まつもとでんてつバス）は、アルピコ交通が運行する路線バスのうち長野県松本市を中心とするエリアの通称である。
愛称は2011年3月31日までの社名であった松本電気鉄道に由来する。2011年4月1日にアルピコ交通へ社名変更が行なわれたが、長年にわたり地域に親しまれたことや地元感情を踏まえ、旧社名の「松本電鉄」も通称として残す方針となった。
2023年（令和5年）4月1日より高速バス・特急バスを除く松本市内発着のバス・バス路線は全て松本市主導の公設民営バスの『ぐるっとまつもとバス』になった。ただし実際の運行はアルピコ交通グループなどである。
この項では、前身である「松本電鉄」バス部門およびアルピコ交通本社、東京支社（旧アルピコ交通東京株式会社）、大阪支社（旧アルピコ交通大阪株式会社）、アルピコ交通本社営業部が運行を担当する公設民営バス『ぐるっとまつもとバス』に移管したバス路線について記述する。
ぐるっとまつもとバスに移行したバス路線はキャッシュレス決済が可能となっておりVisa、JCBなどのクレジットカードやアプリのチケットQRに対応している。2026年春頃を目処に地域連携ICカードを導入予定である。

## 営業所
利用客の減少に伴う路線網の縮小と共に、拠点の統廃合が断続的に行われている。
1984年（昭和59年）時点
松本、白馬、大町、池田、麻績（おみ）、明科、豊科、浅間、塩尻、辰野、新島々（11拠点）
1991年（平成3年）時点
松本、白馬、大町、池田、明科、浅間、塩尻、新島々（8拠点）
1992年（平成4年）時点
松本、白馬、大町、明科、浅間、塩尻、新島々（7拠点）
1997年（平成9年）時点
松本、白馬、大町、浅間、塩尻、新島々（6拠点）
1999年（平成11年）時点
松本、白馬、大町、浅間、新島々（5拠点）
2000年代前半時点
松本、白馬、大町、新島々（4拠点）
2009年（平成21年）12月16日
白馬営業所と大町営業所を川中島バスに移管。これにより、現在は松本、新島々の2営業所のみである。
また、冬季は路線運休のため休業する上高地バスターミナル内の事務所には車両・乗務員の配置はないが、「上高地営業所」を名乗る。

## 営業エリア
1984年（昭和59年）当時の営業エリアは、松本市、塩尻市、大町市、岡谷市、諏訪市、東筑摩郡全域、南安曇郡全域、北安曇郡池田町・松川村・白馬村・小谷村、諏訪郡下諏訪町、上伊那郡辰野町、小県郡丸子町であったが、その後大幅に路線廃止を行ったことにより、現在の営業エリアは松本市、安曇野市（旧南安曇郡豊科町・四賀線が経由）、上田市（旧小県郡丸子町・鹿教湯温泉線が経由）、東筑摩郡山形村となっている。なお、塩尻市もごく僅か（空港 - 今井線、松本空港入口 - 信州スカイパーク体育センター間の、ごく一部）ではあるが経由している。

## 高速バス・特急バス
松本発着の高速バス・特急バスは次の通り。各路線の停車場、停車時刻及び下記以外の各路線については、アルピコ交通のホームページ「アクセス信州」にて公開されている。

### 新宿線
- 松本バスターミナル - バスタ新宿
  - 詳細は中央高速バスを参照

### 名古屋線
- 松本バスターミナル - 名鉄バスセンター
  - 詳細は中央道高速バスを参照

### 大阪線（アルペン松本号）
- 松本バスターミナル - 大阪（梅田）
  - 詳細はアルペン松本号を参照

### 千葉線
- 長野駅 - 松本バスターミナル - 成田空港

松本バスターミナルでは構外にある11番のりば発着。

### 高山線（アルプスライナー）
- 松本バスターミナル -  新島々バスターミナル（新島々駅） - 安曇支所前 - さわんどバスターミナル - 中の湯 - 平湯バスターミナル（平湯温泉） - 丹生川 - 高山濃飛バスセンター
  - 濃飛乗合自動車（濃飛バス）と共同運行
  - 2024年3月31日を以て往復乗車券の取り扱いを終了した。
  - 2024年4月1日より松本⇔平湯温泉 - 高山濃飛バスセンター間の利用が予約制になった。ただし松本バスターミナル - 中の湯間を利用する場合は引き続き予約不要である。

### 新穂高線（アルプスライナー）
- 松本バスターミナル -  新島々バスターミナル（新島々駅） - 安曇支所前 - さわんどバスターミナル - 中の湯 - 平湯バスターミナル（平湯温泉） - 新穂高温泉
  - 濃飛バスと共同運行。夏季など特定日のみの運行となる。
  - 2024年3月31日を以て往復乗車券の取り扱いを終了した。
  - 2024年4月1日より松本⇔平湯温泉 - 新穂高温泉間の利用が予約制になった。ただし松本バスターミナル - 中の湯間のみの利用は引き継ぎ予約不要である。

### 松本 - 白馬線
- 松本城（市役所前） - 松本市立博物館（大名町） - 松本バスターミナル - 白馬五竜 - 白馬駅 - 白馬八方バスターミナル
  - 冬季のみの季節運行で途中は長野自動車道を通行する。予約制である。
  - 運行開始当初は松本バスターミナル起点・終点だったが、現在は松本城（市役所前）まで区間が延長されている。
  - 2025年1月24日 - 2月12日シーズンから松本城（市役所前） - 松本バスターミナル間は白馬八方始発に関しては変わらないものの松本城（市役所前）始発に関しては松本バスターミナル出発に短縮された。また松本バスターミナル始発は朝行便から夜行便となった。

### 松本 - 扇沢線
- 松本バスターミナル - 松本インター前 - 扇沢駅
  - 夏季のみの運行。途中で長野自動車道を通行する。
  - 2017年4月15日から運行を開始した。予約制である。
  - 毎年4月15日から10月9日までの運行だが、2020年度を最後に運行されていない。

## 路線バス 松本営業所

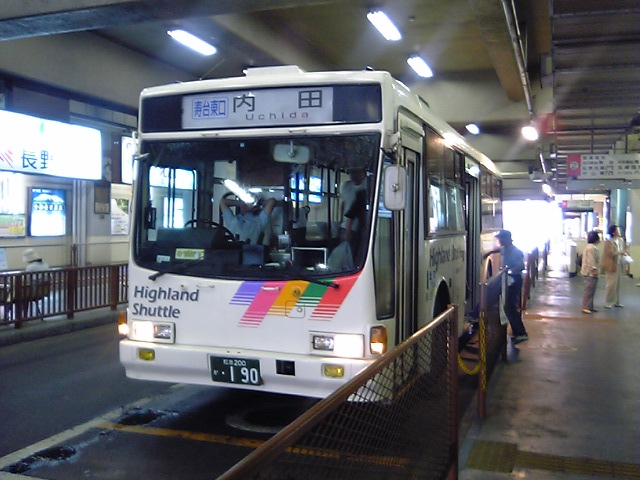
松本営業所所属の都営バスからの移籍車（廃車済）

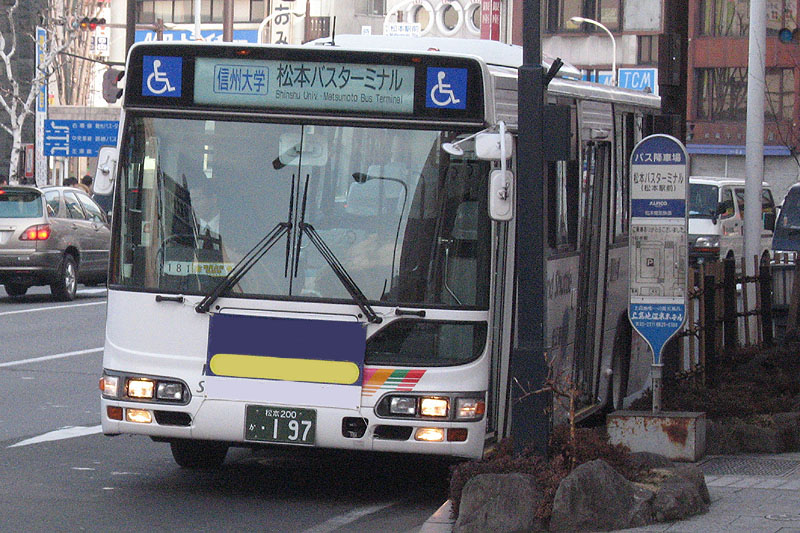
日野ブルーリボンシティHIMR ワンステップ
松本電気鉄道所有車両、HM-HU1JMEP

各路線の停車場、停車時刻は、松本電気鉄道のホームページ上で公開されている。
管内の路線は次の通りであり、路線に記されている[ ]内の数字は系統番号である。実際には途中折り返しも含めて、行先ごとに番号がつけられているため、[ ]内に矢印を付け、行き先と番号の関係を明確にしている。
系統番号の付番方式は、上記の路線図にも記されている通りであり、百の位が
- 200代：タウンスニーカー
- 100代：循環線

を表し、十の位が
- 10：松本バスターミナル行きで、他の路線と経由地等で混同されるおそれがない便
- 20代：市民芸術館経由
- 30代：松本城経由
- 40代：蟻ヶ崎経由
- 50代：東町経由（2009年12月15日までは浅間温泉行き）
- 60代：寿台東口経由（2009年12月15日までは山形方面）
- 70代：鎌田経由（山形・空港・今井・神林方面）（2009年12月15日までは東町経由）
- 80代：（2009年12月15日までは空港・今井方面[注釈 3]）
- 90代：（2009年12月15日までは寿台東口経由）

のように経由地を表している。一の位は、
- 0：松本バスターミナル行き、タウンスニーカー、循環線
- 1 - 9：松本バスターミナル発

を表している。
2023年（令和5年）4月1日から松本営業所管内を走る一般路線バスは全て市主導の公設民営バス『ぐるっとまつもとバス』に移行し、アルピコ交通はこれらの運行を受託する形態がとられている。

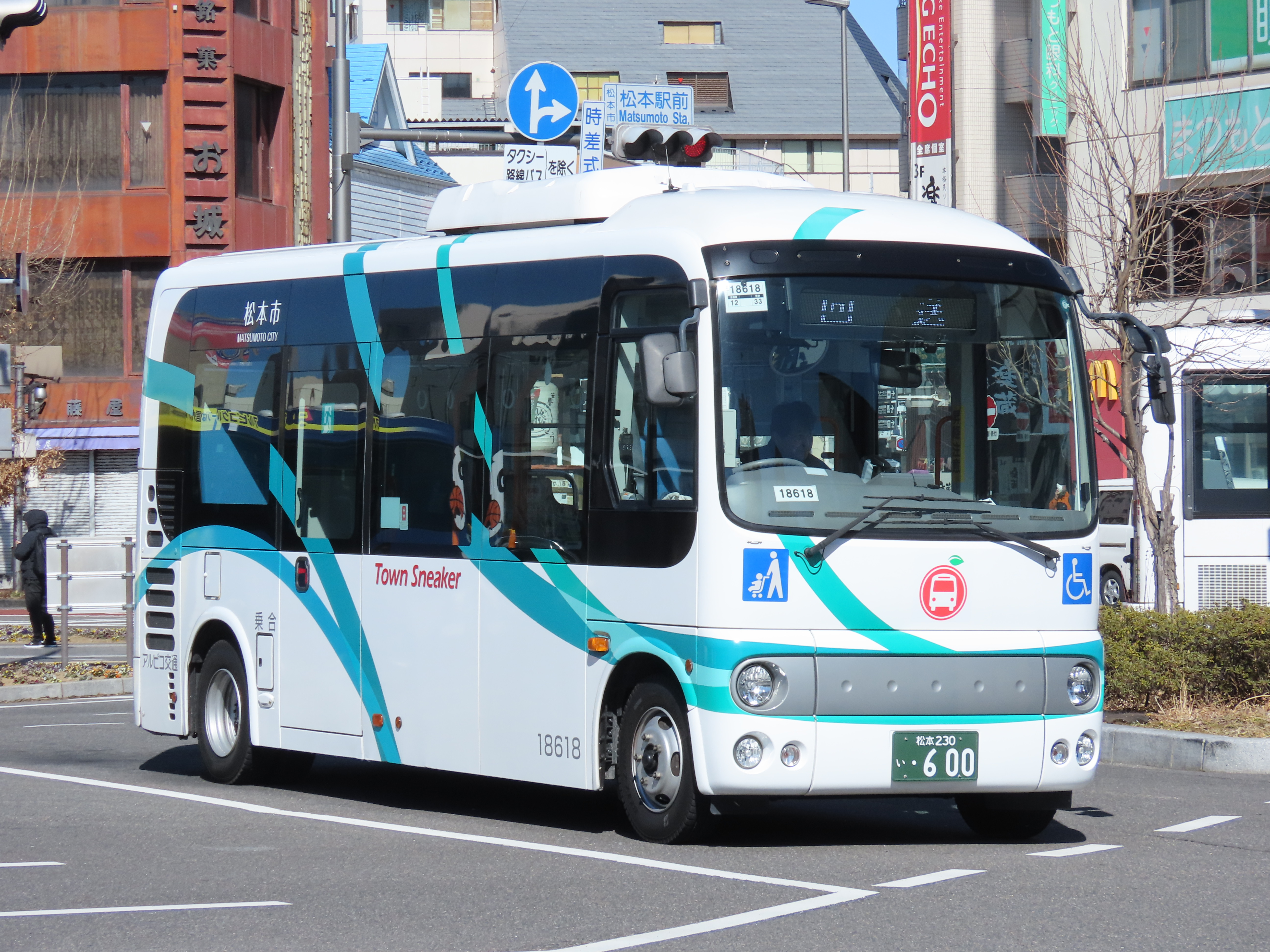
松本周遊バス「タウンスニーカー」（東コース）の車両（松本230い600）。

### 松本周遊バス（通称：タウンスニーカー）

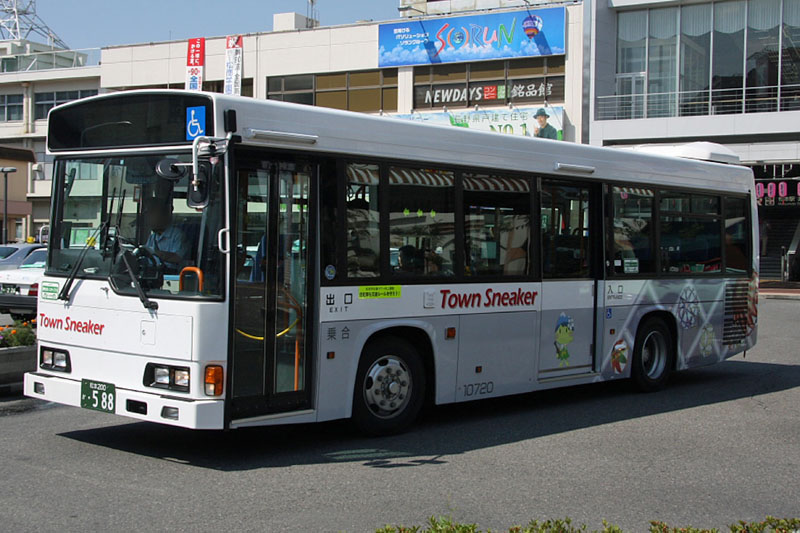
松本周遊バス「タウンスニーカー」（北コース）の車両（松本200か588）。

松本市内を片方向循環する路線。多客期には増発される場合がある。この路線は1999年に松本市長が松本駅 - 松本城間における周遊バス運行を発案し、同時に松本電気鉄道も100円運賃による市街地循環バスを計画していたため、双方の計画をすり合わせることにより誕生した路線である。周遊バスが走る区間では松本駅を中心とした区域を100円均一区域を当時の190円均一区域内から分離する形で設定した。この路線の運行前は市街地におけるバス利用者はあまり多くなかったが、運行後は他路線も含め利用者が増加傾向となった（下記の利用状況参照）。
松本市はタウンスニーカー車両の導入などについて、経費の一部補助などを行っていた。こうした運行形態もあり、乗換案内サイトなどでは「コミュニティバス」として扱われることもある。
2008年7月16日から、運賃はそれまでの100円均一から、北コースと東コースは190円均一、南コースと西コースは150円ないし190円となった。2014年4月1日からは、消費税増税に伴い北コースと東コースは200円均一、南コースと西コースは150円ないし200円となった。タウンスニーカー専用一日乗車券は500円（小人250円）で、松本城などの沿線観光施設の入場料割引特典が付く。アルピコ交通直轄で30分間隔で運行されていたが、運転士不足や運行費の高騰などの理由から減便され、2018年6月時点では毎時1本に減らされていた。同年に松本市はタウンスニーカー全コースを公営化すると発表。7月2日にもタウンスニーカーは公営化され増便も行われた（ただし実際の運行はアルピコ交通）。この時点で南コースに限りキャッシュレス実証実験が行われている。2023年4月1日に南コースと西コースは減便し西コースは松本島内線に統合され廃止された。タウンスニーカーの車両は、専用デザインの日野・ポンチョが使用されており、草間彌生デザインの「クサマバス 水玉乱舞号」（ポンチョ11020号車）、アルプちゃん号などの特徴的なラッピングバスも運行している。なお、草間彌生は松本市出身の芸術家であり、タウンスニーカーが経由する松本市美術館に作品が収蔵されている。過去には専用カラーの日野・レインボーHRが使用されていた（一般色のレインボーHRが代走する場合もあった）。
- [200] 北コース：松本駅お城口→大名町→丸の内→上土町→松本城・松本城・市役所前→池上百竹亭→旧開智学校→池上百竹亭→松本城・市役所前→大名町→松本駅お城口

松本駅と旧開智学校を往復する観光向けの路線で終点の旧開智学校で時間調整を行っている。
平日は30分間隔運転、土曜・日曜・祝日は20分間隔運転。
1999年4月18日運行開始。当時は「松本城周遊バス」と呼ばれ循環運転をしていた。運賃も中心市街地区域内にあることから100円だったことから100円バスとも呼ばれた。2017年8月1日に経路変更がなされ旧開智学校バス停を旧開智学校の近くに移転したうえ、これまでの循環運転を往復型に変更した。池上百竹亭バス停は松本城北バス停から改称され、旧開智学校バス停は開智小学校の南西にあったものの旧開智学校近くに移転されたが、そのバス停があった場所は住民の要望で開智1丁目バス停（旧開智学校行きのみ停車）が新設された。
2010年7月15日までの経路は以下のとおりで、現行とはかなり異なっていた。
- 松本駅お城口→バスターミナル北→大名町→松本城黒門→鷹匠町→市役所前→上土町→片端（かたは）→塩屋小路入口→東町→国府町→バスターミナル北→松本駅お城口

さらに運行開始当初は、松本駅お城口発着ではなく、松本駅前（現在のバスターミナル北）発着で、
- 国府町→松本バスターミナル→松本駅前

のように経由していたが、これが松本駅（お城口）発着に改められた正確な時期は不明である。
- [210] 東コース：松本駅お城口→松本市立博物館→蔵シック館→はかり資料館→日ノ出町（イオンモール松本）→県ヶ丘高校→あがたの森公園→旧松本高校→秀峰学校前→松本市美術館→市民芸術館→松本駅お城口

2002年4月1日運行開始。中町通りを通りイオンモール松本前や県ヶ丘高校、あがたの森公園を経由し松本駅に戻る観光要素が強い路線。概ね20分間隔で運行している。
松本市立博物館バス停は北コースバスも停車する大名町バス停（松本駅・バスターミナル発のみ停車）に近く、徒歩で乗り継ぎが可能である。
2017年8月1日から松本市立博物館を経由するようになったが当時は大手門駐車場しかなかったため大手門駐車場バス停という名前だった。だがこの場所は既に市立博物館が移転することが決まっていた。2023年4月1日に松本市立博物館バス停に改称された。同時に運行会社が栄和交通に移管された。
- [220] 南コース：松本駅お城口→市民芸術館西→相澤病院→筑摩小学校口→ライフスクエアコモ庄内→相澤病院→松本駅お城口

2003年4月28日運行開始。当初は毎時30分間隔運転だった。運行会社はアルピコ交通。
南コースは運行開始当時から2010年7月15日までの経路は、
- 松本駅お城口→秀峰学校前→筑摩小学校口→ライフスクエアコモ庄内→相澤病院→松本駅お城口

と、現在とは少々異なっていた。
現在の相澤病院と栄町公民館を経由していくルートは2017年8月1日に変更されたものである。
一時期は利用率が伸び悩み2018年7月1日までは毎時1本に減らされた。翌日2日からから松本市に移管され再び毎時30分間隔に増便された。
運行会社は2022年9月～2024年2月が栄和交通、2024年2月からアルピコ交通・栄和交通の共管に変更。
しかし2023年4月1日に再度毎時1本に減便された。同日に並柳団地線が日中時間帯で一部経路を重複するようになる。並柳団地線は日中に松本駅を発着とし相澤病院・ライフスクエアコモ庄内経由する系統2が新設され、これまでの秀峰学校・埋橋経由は朝夕のみとなった。しかし2024年3月16日より系統2も松本バスターミナルにのりばが移転となった。
- 松本・島内線（旧タウンスニーカー西コース）
  - ラーラ松本系統：松本駅アルプス口 - なぎさライフサイト - 丸の内病院 - 合同庁舎 - 島内駅 - 平瀬川西 - ラーラ松本
  - 小宮系統：松本駅アルプス口 → なぎさライフサイト → 丸の内病院 → 合同庁舎 → 浮世絵博物館・松本市歴史の里 → 小宮 → 小宮団地 → 小宮会館 → 小宮団地 → 小宮 → 浮世絵博物館・松本市歴史の里 → 信濃荒井 → 田川公民館 → なぎさライフサイト → 松本駅アルプス口

松本市西部地域のうち小宮地区やラーラ松本へ向かう2系統がある。
もともと2007年7月31日まで運行されていた合同庁舎線に代わって翌日8月1日に松本駅アルプス口 - なぎさライフサイト - 丸の内病院 - 合同庁舎 - 荒井 - 松本駅アルプス口をタウンスニーカー西コースとして運行開始。当初は30分間隔で運行されており、急行 合同庁舎→松本駅便を兼ね合っていたことから松本駅アルプス口発は16時50分が最終便だったが、のちに急行が廃止されるにともない新たな最終便として17時30分発が新設となった。
運行開始当初は松本駅を渚3丁目（のちに渚2丁目に改める）を経由していたが時を経て渚町を経由するようになったほか、合同庁舎 - 渚町間にて国道158号線上の荒井経由から旧道の信濃荒井経由に変更された。
2017年8月1日より合同庁舎 - 堀米南間で一の瀬脳外科病院や浮世絵博物館・歴史の里を経由するロングコースが新設され、これまでのルートはショートコースとし全運行40分間隔のうちショート・ロング双方のルートを毎時1時間交互で運行するようになった。
『[230] <直行便> 松本駅アルプス口→合同庁舎（※合同庁舎閉庁日は運休）』は運行開始当初から平日のみ設定され、一時期は浮世絵博物館・歴史の里まで延長されたが2023年3月31日をもって短縮され、この系統は松本駅アルプス口と合同庁舎を1往復するのみの[230]合庁ライナーと分離した。
一時期は毎時1本に減便されたが、2018年7月2日から松本市に移管され30分間隔に増便され、経路も毎時1本ごとに一之瀬脳外科病院や松本市歴史の里を経由するようになった。しかしタウンスニーカー全ルートは2023年4月1日に公設民営バスぐるっとまつもとバス移行に伴い既存の西部地域コミュニティバス新村島内線に統合され路線名を松本島内線と改称、旧タウンスニーカー区間は概ね2時間に1本に大幅な減便となった。ただし旧新村島内線にあたるラーラ松本系統と合わせれば松本駅から合同庁舎付近までは毎時1〜2本確保されている。2024年3月16日のダイヤ改正に伴い合同庁舎玄関前バス停新設。

運行車両も主にポンチョから小型車両のコミューターに変更された。
小宮系統は往路と復路で経路が異なる。
松本駅アルプス口始発は夕方から夜もあるが、小宮会館始発の松本駅アルプス口行きは15時台をもって最終となる。
利用状況（2004年度以降千人単位で表記）
1999年度：61,779人
2000年度：67,804人
2001年度：77,345人
2002年度：183,117人（東コース運行開始）
2003年度：244,627人（南コース運行開始）
2004年度：257千人
2005年度：251千人
2006年度：231千人
2007年度：290千人（西コース運行開始）
2008年度：259千人
2009年度：208千人
→各コースの停車場、停車時刻及び路線図

### 北市内線
- [100][注釈 5] 東回り：松本駅お城口→バスターミナル北→松本市美術館→横田→信大病院南口→深志高校裏→松本駅お城口
- [110][注釈 6] 西回り：松本駅お城口→深志高校裏→信大病院玄関前→横田→松本市美術館→バスターミナル北→松本駅お城口
- [81] 松本駅お城口→深志高校裏→信大病院玄関前
- [80] 信大病院玄関前→深志高校裏→松本駅お城口
  - 松本深志高校の周囲の道路が一方通行になっていたため、バス停が異なっていたが、2019年10月1日より東回りも深志高校裏に停車するようになった（深志高校裏バス停のある道路はかつては一方通行だったが、現在は一方通行ではない）。平日は終日両方向で運行していたが、土休日は2009年12月16日から午前中は東回りのみ、午後は西回りのみの運行となった。更に2018年7月2日より減便と途中折返し化が行われ、平日は朝夕と昼間一部便のみが[100][110]としての環状運転、平日の昼間の多くの便と土休日の全便が信大病院玄関前折り返しとなった。運賃は200円（2014年3月31日までは190円）の均一運賃となっている。
  - 以前は東回り・西回り共にバスターミナル北（当時は松本駅前）発着で、2012年3月16日のダイヤ改正時に東回り・西回り共に松本駅（お城口）発着に変更されている。
  - 2014年10月1日から西回りの経路が一部変更され、信大病院玄関前を経由するようになった。これとともに、西回りは全便が松本駅止になり、松本駅（お城口）を跨いでの乗車はできなくなった。東回りは、アルピコ交通の公式ウェブサイトに掲載されている時刻表において、行先欄に「駅止」と記載されている便以外は松本駅（お城口）を跨いでの乗車は可能である。かつて（90年代後半ころまで）は前面方向幕に「[北市内]東回り駅止」と記載されており、バスを見ただけでわかるようになっていたが、現在のLED表示は駅止の便もそうでない便も共通である。。西回りは土休日に全便が運休し同経路は信大病院玄関前行きのみとなる。東回りは信大病院玄関前を経由せず信大病院南口に停車する。北市内線とは別に南部へ向って戻ってくる南市内線もあった。
  - 平均乗車密度：5.35人、損益分岐点：6.56人。

### 横田信大循環線
- [120][注釈 7] 松本駅お城口→松本市美術館→横田→浅間温泉入口→エア・ウォーターアリーナ松本→信州大学前→市役所口→大名町→松本駅お城口
  - 松本駅お城口からラケット状の経路を経て松本市街地北東部を結び、再び松本駅に戻る路線。「循環線」と称しているが松本駅を跨いでの乗車はできないため完全な循環運転を行う路線ではない。
  - 後述の浅間線と新浅間線の利用率が高い区間を統合した路線で、結果として浅間温泉入口バス停以遠の浅間温泉中心部では減便となった。
  - 2009年12月16日から、浅間線は新町→大名町間の経路が市役所前経由に変更されたが、この路線はそれまで通り片端（かたは）・市役所口経由で運行されている。
  - 2024年3月16日より松本バスターミナル（1番のりば）発着から松本駅お城口発着に変更された。
  - 2024年7月1日より総合体育館バス停がエア・ウォーターアリーナ松本バス停に改称された。
  - 平均乗車密度：9.95人、損益分岐点：7.42人。

### 信大横田循環線
- [130][注釈 8] 松本駅お城口→大名町→上土町→信州大学前→エア・ウォーターアリーナ松本→浅間温泉入口→横田→松本市美術館→松本駅お城口
  - 横田信大循環線とほぼ同一の経路を逆回りに運行する路線である。横田信大循環線同様、松本バスターミナルを跨いでの乗車はできない。
  - 2009年12月16日から、浅間線は大名町→新町間の経路が市役所前経由に変更されたが、この路線はそれまで通り上土町経由で運行されている。
  - 2024年3月16日より松本バスターミナル（2番のりば）発着から松本駅お城口発着に変更された。
  - 2024年7月1日より総合体育館バス停がエア・ウォーターアリーナ松本バス停に改称された。
  - 平均乗車密度：9.95人、損益分岐点：7.42人。

### 美ヶ原温泉線
- [→31] [←30] 松本バスターミナル - 大名町 - 市役所前 - 葭町（よしちょう） - 惣社（そうざ） - 翔峰前 - 美ヶ原温泉 - 辻堂 - （往路と逆方向に走る） - 松本駅（松本バスターミナル）
  - 松本城近くを通り美ヶ原温泉を反時計回りに一周して松本駅に戻るラケット型環状線である。
  - 温泉地でのバスルートは一方通行であるが翔峰前から松本駅方面へ若しくは逆に松本駅方面から辻堂まで乗り続けることは可能。
  - 毎時1〜2本間隔で運転。
  - 2009年12月16日から葭町→大名町間の経路が片端（かたは）・市役所口経由から市役所前経由に変更された。
  - 翔峰前バス停は2023年4月1日にホテル翔峰バス停から改称された。
  - 平均乗車密度：6.11人、損益分岐点：5.62人。

### 浅間線
- [→32][注釈 9] [←30] 松本駅お城口 - 大名町 - 市役所前 - 信州大学前 - 総合体育館 - 水汲（みずくま） - （浅間温泉入口 - 浅間温泉文化センター前→・←下浅間） - 浅間温泉
- [→32] [←30] 松本駅お城口 - （松本バスターミナル→・←バスターミナル北） - 大名町 - 市役所前 - 信州大学前 - エア・ウォーターアリーナ松本 - 水汲（みずくま） - （浅間温泉入口 - 浅間温泉文化センター前→・←下浅間） - 浅間温泉
  - かつては昼間でも10分毎に運行され、旧松電バス随一の運行頻度を誇っていたが、2008年7月16日のダイヤ改正で新浅間線と統合されてほとんどの便が信大横田循環線・横田信大循環線となり、現在では基本的に1時間毎の運転となっている。2008年12月16日より、水汲（みずくま） - 浅間温泉間が反時計回りの循環運行に改められ、浅間温泉方面はかつての浅間線の経路、松本方面はかつての新浅間線の経路で運行されていたが、2009年12月16日から時計回りの循環運行に再度変更され、松本方面は浅間温泉入口に停車しなくなり、さらに大名町 - 新町間は市役所前経由に変更された。2013年11月1日から昼間時間帯の便が松本駅お城口まで運行されるようになった。
  - かつては日中のみ松本駅お城口発着で日中以外が松本バスターミナル発着だった。日中の松本駅お城口始発は駅前を出発すると松本バスターミナル経由を経由して浅間温泉へ向かっていたが浅間温泉発の松本駅お城口行きは松本バスターミナルには経由しない。2024年3月16日より全便が松本バスターミナル（2番のりば）発着から松本駅お城口発着に変更され、これまで松本駅お城口行きしか停車しなかったバスターミナル北バス停に停車するようになった。
  - 2024年7月1日より総合体育館バス停がエア・ウォーターアリーナ松本バス停に改称された。
  - 平均乗車密度：9.95人、損益分岐点：7.42人。

### 新浅間線
- [→21][注釈 10] [←10] 松本駅お城口 - 松本市美術館 - 横田 - 松本第一高校 - （浅間温泉入口 - 浅間温泉文化センター前→・←下浅間） - 浅間温泉
  - かつての路面電車の浅間線のルートを走る路線。浅間温泉入口（2009年12月15日までは浅間橋） - 下浅間 - 浅間温泉間は、現在は片側1車線の舗装された市道だが、1993年までは線路跡を使った未舗装のバス専用道路であった。2008年7月16日のダイヤ改正で浅間線と統合されてほとんどの便が信大横田循環線・横田信大循環線となり、現在では平日のみ2.5往復の運転となっている。2008年12月16日から、浅間橋 - 浅間温泉間が反時計回りの循環運行に変更され、浅間温泉方面はかつての浅間線の経路、松本方面はかつての新浅間線の経路となり、浅間温泉方面は浅間橋停留所が浅間橋交差点の北側にあったため、この経路変更により停車しなく（停車できなく）なっていたが、2009年12月16日から時計回りの循環運行に再度変更され、浅間温泉方面は浅間温泉入口停留所にも停車するようになったが、逆に松本方面は浅間温泉入口停留所に停車しないようになったがしばらくして浅間温泉方面のバス停が新設された。
  - かつては松本バスターミナル発着だったが、2024年3月16日より松本バスターミナル（1番のりば）発着から松本駅お城口発着に変更された。
  - 平均乗車密度：9.95人、損益分岐点：7.42人。

### 岡田線
- [→41] [←40] 松本バスターミナル - 大名町 - 市役所前 - 蟻ヶ崎高校前 - 北蟻ヶ崎 - 法務局前 - 追分 - 岡田東区 - 岡田出張所前 - 山城口
  - 追分から山城口まで鹿教湯温泉線と重複する。
  - 2016年10月31日までは、山城口から先、鹿教湯温泉線と同じルートで稲倉を経由し（大半の便は稲倉折り返し）小日向橋まで向かい、その先国道の南側へと入り込み（平日の朝夕の一部便のみ）一の瀬まで運行されており、三才山線と呼ばれていた。
  - 廃止された末端区間は2016年11月1日より住民主導型コミュニティバスほしみ線バスが運行しており松本駅前通りのバスターミナル北まで乗り入れている。
  - 終点の山城口バス停は鹿教湯温泉線のバス停と位置が異なる。鹿教湯温泉線の路線バスが停車するバス停は三才山線時代からある従来のバス停であり岡田線のバス停は終点用として私有地に新たに設けたもの。鹿教湯温泉線バスが停車するバス停には、コミュニティバスほしみ線の山城南バス停が併設されている。
  - 2008年7月16日から、北部循環線の廃止に伴って、一の瀬行き（当時は稲倉折り返し便はなかった）の大名町→追分間の経路が市役所前→信州大学前経由から税務署口→法務局前経由に、松本バスターミナル行きの追分→市役所前間の経路が信州大学前経由から法務局前経由に、それぞれ変更となった。
  - 2009年12月16日から、稲倉方面行きの、大名町→蟻ヶ崎高校前間の経路が税務署口経由から市役所前経由となり、さらに追分 - 岡田出張所前間で国道143号の1本東側の道を通り、反目 - 女鳥羽中学校口を経由する一の瀬行きに対し、国道143号を通り、松岡口 - 松岡 - 岡田東区を経由する稲倉行きが新設され（一の瀬・稲倉発はともに女鳥羽中学校口 - 原橋 - 水汲橋（浅間温泉西口） - 水汲 - 総合体育館（現在のエア・ウォーターアリーナ松本）を経由）、稲倉 - 一の瀬間は土休日全便運休となった。
  - 2010年4月1日から、一の瀬行きの追分 - 岡田出張所前間の経路と、一の瀬・稲倉発の岡田出張所前 - 追分間の経路も、岡田東区経由に統一された。
  - 平均乗車密度：3.20人、損益分岐点：7.86人。

### アルプス公園線
- [→45] [←40] 松本バスターミナル - 大名町 - 市役所前 - 蟻ヶ崎高校前 - （丸の内中学校前→・←北蟻ヶ崎） - アルプス公園
  - 松本バスターミナルから松本城を経由して丸の内中学校、放光寺付近を経て城山老健施設やアルプス公園を経由したあと蟻ヶ崎台や深志ヶ丘や松本城を経て松本駅方面へ戻るラケット型の環状路線。アルプス公園で時間調整がある。アルプス公園が終点ではあるものの松本駅方面から蟻ヶ崎台または蟻ヶ崎５丁目へ乗り続けることは可能。
  - かつては蟻ヶ崎台経由がなく往復型だったが今のように改められたのは2008年12月頃である。
  - 2010年4月1日から、アルプス公園行きの大名町→蟻ヶ崎高校前間の経路が税務署口経由から市役所前経由に変更された。
  - 平均乗車密度：3.30人、損益分岐点：8.26人。なお欠損の一部は松本市から補助。

### 四賀線
- [→55] [←50][注釈 11] 松本バスターミナル - 東町 - 信州大学前 - 岡田東区 - 大口沢 - 化石館 - 四賀支所
- 保福寺下町→化石館→四賀支所（平日朝1本のみ）
  - 主に国道143号を走り四賀地区に至る路線。東町を経由するため松本城付近は通らない。
  - 三ツ石 - 刈谷原間で一旦安曇野市を通り、その途中に大口沢バス停（豊科温泉入口）と中谷バス停がある。
  - この路線は運賃が520円上限（2019年10月1日時点）となっている。
  - かつては化石館から四賀支所へ運行しておらず、松本市街地から四賀地域までを運転するバスは松本バスターミナル - 化石館と、松本バスターミナル - 保福寺下町の運行で、四賀支所（松本市役所四賀支所）と松本市街地をバスで行き来するには化石館にて松本市営バスに乗り換える必要があった。
  - 1990年代前半まで保福寺下町から先、保福寺天王まで運行していたこともあった。
  - 2009年12月16日から、化石館 - 保福寺下町間は土休日全便運休となり、土曜休日に保福寺下町行きに相当する便は全て化石館止まりとなっていた。さらに2010年10月1日から、化石館 - 保福寺下町間は平日朝1本の保福寺下町発の四賀支所行きのみとなった。2010年9月30日まであった化石館止は赤怒田福寿草公園で毎年開催される福寿草祭の期間中は福寿草公園前バス停まで延長したこともあったが前述の経路変更により化石館止まりの系統は四賀支所への延長となり、当線は全て松本バスターミナル - 四賀支所間の運行となった。これによって福寿草公園までのアクセスは化石館バス停から徒歩のみとなった。
  - 2010年9月30日まで四賀地域に会田線の保福寺下町系統があり化石館 - 保福寺下町間で経路が重複していた。会田線は四賀支所を経由したが四賀線との乗り継ぎはあまり考慮されていない。旧会田線は松本市から運行補助を受けていて運賃体系は松本市営バス基準だったため松本電気鉄道（今のアルピコ交通）の四賀線とは異なっていた。また従来の会田線のバスは四賀支所の敷地外にあるバス停を通行していたが同線廃止と四賀線のルート変更により市営バスと共に敷地内に乗り入れるようになっている。会田線が廃止された代わりに10月1日から化石館で折り返して四賀支所まで運行されるようになった。この変更で矢室バス停は従来のバス停に加え旧会田線側のバス停にも停車するようになった。そのため同一のバス停に2度停車するようなことになった。
  - 平均乗車密度：4.86人、損益分岐点：8.86人。なお欠損の一部は国庫から補助。

### 鹿教湯温泉線
- [→57] [←50][注釈 12][注釈 13] 松本バスターミナル - 東町 - 信州大学前 - 追分 - 岡田東区 - 岡田出張所前 - 山城口 - 稲倉 - 小日向橋 - 鹿教湯三才山病院口 - 鹿教湯車庫 - 鹿教湯温泉入り口 - 鹿教湯温泉 - 鹿教湯温泉上（復路は鹿教湯温泉入り口始発で鹿教湯温泉→鹿教湯温泉上→鹿教湯車庫→鹿教湯三才山病院口の順に松本駅方面へ戻る)
  - 平日のみ運行。松本バスターミナルから岡田東区まで四賀線、山城口まで岡田線と同じルートで運行、三才山トンネル通行し鹿教湯車庫を通行すると温泉街を素通りし鹿教湯トンネルを通行したのに鹿教湯交差点を左折し鹿教湯温泉街を反時計回りの一方通行で千曲バスの各バス停に併設された各バス停に運行する。県の助成金をもとに運行が始められた路線。アルピコで唯一上田市に向かう路線であり三才山トンネルが有料だった頃は松本営業所管内で都市間輸送路線を除いて唯一有料道路を通る路線だった。往路は鹿教湯温泉上が終点だが復路は鹿教湯温泉入り口が始発という特殊な運行である。鹿教湯温泉上に到着後は鹿教湯車庫バス停がある千曲バスの敷地内まで回送し、時間待機したあと鹿教湯温泉入り口バス停へ移動し、鹿教湯温泉入り口バス停から温泉街の各バス停を停車して松本方面へ戻る。上田市内は千曲バスエリアのため同市にある鹿教湯温泉三才山病院口 - 鹿教湯温泉といった各バス停の相互間のみの乗車はクローズドア制の関係上できない。時間帯によっては千曲バスに乗り継ぎができるが、主に土曜日と日曜と祝日はルートがほとんど重複する千曲バスの上田松本線であれば乗り継ぎなしで利用可能である。なお平日に当線と千曲バスの鹿教湯線をのみの運行となるため乗り継ぎが必要となる。
  - 長年にわたって4往復 - 5往復が毎日運行されてきたが、2009年12月16日から2往復に減便された上で、土休日全便運休となった。2010年4月1日から、松本バスターミナル - 信州大学前の経路が市役所前経由から東町経由に、追分 - 山城口間の経路が総合体育館経由（同じく総合体育館経由だった三才山線の松本バスターミナル行きは同時に行われた経路変更まで、山城口→原橋間で岡田町→仲町→岡田出張所前→女鳥羽中学校口を経由していたが、鹿教湯温泉線は両方向とも山城口 - 原橋間はノンストップで、女鳥羽川の堤防道路を直行していた）から岡田東区経由に変更され、鹿教湯三才山病院経由便が廃止された。
  - 三才山トンネルが無料化するに伴い一部区間の運賃が50円値下げされた。
  - かつては鹿教湯三才山病院口 - 鹿教湯温泉上まで千曲バスの鹿教湯線と並行・重複していた。2010年3月31日まで今のアルピコ交通と千曲バスは鹿教湯三才山病院近くの同一位置にバス停を置いていたが、アルピコは鹿教湯三才山病院バス停なのに対して千曲バスは奥鹿教湯三才山病院バス停と名前が異なっていた。また途中に千曲バスの苗鎌と笠岩、花河原バス停があったがアルピコ交通のバスは時刻表併設でないどころかバス停がないため停車しなかった。4月1日にアルピコ交通は鹿教湯三才山病院経由を廃止し、以降は鹿教湯三才山病院までの区間は千曲バス単体となったが2019年12月27日に鹿教湯線の鹿教湯車庫 - 奥鹿教湯三才山病院間は廃止された。現在では鹿教湯三才山病院の最寄りのバス停はアルピコ交通の鹿教湯三才山病院口バス停のみとなるが、先述のクローズドア制の関係から上田市内のみの利用はできない。
  - ほぼ同じルートを運転する松本上田直行バス（運行は千曲バス）に乗れば休日でも上田へ向かうことが可能である。
  - 平均乗車密度：3.34人、損益分岐点：7.47人。なお欠損の一部は国庫から補助。

### 並柳団地線
- 系統1：松本バスターミナル - 秀峰学校前 - 西筑摩 - 弘法山入口（旧洋菜センター） - 並柳団地口→並柳団地北→並柳団地南→並柳団地口 - （逆ルートで戻る） - 松本駅
- 系統2：松本バスターミナル - 相澤病院 - ライフスクエアコモ庄内 - 弘法山入口 - 並柳団地口→並柳団地北→並柳団地南→並柳団地口 - （逆ルートで戻る） - 松本駅
  - 松本市街地から並柳団地に向かう路線だが、松本バスターミナルから秀峰学校前や西筑摩を経由する系統と相澤病院やライフスクエアコモ庄内を経由する系統の2ルートからなる。いずれも並柳団地内で時計回りで団地内の停留所を通行しながら一周し、並柳団地南バス停で時間調整したのち松本駅方面へ戻る運行。
  - 2023年3月31日まで系統番号は松本バスターミナル→並柳団地が[→23] 並柳団地→松本駅行きが[←10] だった。
  - かつては秀峰学校前・埋橋経由のみであったが2023年4月1日から南コースと重複するように相澤病院・ライフスクエアコモ庄内経由する系統2が新設され、それまでの経路は系統1として朝夕のみとなった。
  - しかし2024年3月16日から系統2は松本駅お城口発着から松本バスターミナル発着に変更された。
  - 系統1と2ともに1日3往復ずつ運行している。一部タウンスニーカー南コースのルートをたどる運用となっているが南コースは毎時1本の運行である。
  - 松本バスターミナル - 相澤病院間は一部区間が一方通行のため往路と復路で経路が異なる。
  - 松本バスターミナル - 相澤病院間で寿台方面の路線と重複するが、この途中の市民芸術館西バス停には並柳団地行きとタウンスニーカー南コースしか停車しない。
  - かつて弘法山入口バス停は洋菜センターという名前だった。
  - 平均乗車密度：3.96人、損益分岐点：7.36人。

### 寿台線
- [→村井駅行き61・小池四つ角行き62][注釈 14][注釈 15] [←10] 松本バスターミナル - 南出川 - 寿橋 - 白川 - 寿台東口 - 寿台西口 - 小池四つ角 - まつもと医療センター - 村井駅

松本バスターミナルから出川や寿台へ迂回して村井駅まで運行する路線である。
2008年12月15日限りで、
- 南出川 - 寿橋 - 平田 - 美芳町 - 村井駅口 - 村井松本病院（現在のまつもと医療センター）間

が廃止された。それまでは寿台循環線という路線名で、
- 松本バスターミナル→南出川→寿橋（橋の東側）→白川→寿台東口→寿台西口→小池四つ角→国立病院前（後に村井松本病院に改称）→国立病院口（後に村井駅口に改称）→平田→寿橋（橋の西側）→南出川→松本バスターミナル

と走る白川経由寿台循環線、その反対方向に走る村井経由寿台循環線、現在の寿台線同様に走る村井駅行きと寿台西口行きが存在した。1996年（平成7年）7月1日現在の時刻表には、
- 寿台→寿台西口→小池四つ角→国立病院前→国立病院口→平田→寿橋（橋の西側）→南出川→松本バスターミナル

と走る便が夕方に1本だけ掲載されている。平日のみの寿台西口行き・寿台西口始発の便は2008年12月15日限りで一旦消滅したが、2009年12月16日から復活した。2015年10月1日のダイヤ改正で寿台西口行き・寿台西口始発の便は小池四つ角まで延伸された。ただし村井駅発着以外は平日のみの運転である。
2019年4月1日から村井松本病院バス停は、まつもと医療センターに改称された。
2023年4月1日から竹渕 - 西原間に寿北6丁目バス停設置。経路を同じくする松原線と内田線も停車する。
国府町南バス停と本町５丁目バス停には空港・今井線と大久保工場団地線と山形線も通行するが松本バスターミナル発は停車しない。
まつもと医療センター前バス停は道路沿いにあり2024年3月31日まで塩尻市地域振興バスのバス停もあったが、2019年3月31日まではアルピコ交通が村井松本病院なのに対し塩尻市地域振興バスは松本病院前と、同位置にありながら名前が異なっていた。松本市西部地域コミュニティバスも乗り換えを考慮して同じ位置に停車するが、かつてはこれとは別に病院敷地内にもまつもと医療センターバス停があり、今では道路沿いにまつもと医療センター前バス停と病院敷地内にまつもと医療センターバス停が別々にある。2024年4月1日現在、塩尻北部線が休止され塩尻市地域振興バスの発着していたバス停にはオンデマンドバスのるーと塩尻のみが発着していたが2025年4月1日から塩尻北部線の運行が再開し時間帯によっては再び乗り継ぎが可能になっている。
平均乗車密度：6.45人、損益分岐点：11.62人。

### 松原線
- [→63] [←10] 松本バスターミナル - 南出川 - 寿橋 - 白川 - 寿台東口 - 寿台養護学校北 - 棚峯
  - 松本バスターミナルから寿台東口まで寿台線と同じルートで運行し、松原団地を通り抜けて山麓線を迂回して棚峯に至る路線である。
  - 長らく松原台線として運行されてきたが、2008年7月15日限りで当時あった中山線の棚峯延伸に伴い廃止されるが2009年12月16日から中山線の棚峯行き減便に伴い松原線として再度運行を開始した。松原地区の経路は中山線の経路と一致させるため寿台東口から一旦松原南バス停と中信松本病院バス停（当時）を経由して、寿台東口バス停近くまで戻るように走り、デリシア寿店東側の松原西、松原団地北側にある松原北、同じく団地東側にある松原東を経由したあと棚峯に至る変則な経路となっており松原東バス停と棚峯バス停における松本までの所要時間がかつての松原台線よりも増大した。2010年4月1日に中山線が古屋敷まで短縮されたため松原線単独の運行となるが以降もルートは変更されなかった。2018年4月1日から中信松本病院のバスロータリーの閉鎖に伴い病院前の交差点で転回していたが、2018年7月2日より住民の要望で長らくつづいた変則な運行形態を解消するため中信松本病院から松原南へ戻らず牛伏橋を渡って棚峯へ直接向かうルートに変更し、松原南 - 棚峯間にあった松原西と松原北と松原東の各バス停は白川東と寿台東口と松原南の各バス停で代替可能だったため廃止されている。
  - 2019年4月1日から中信松本病院バス停は寿台養護学校北に改称された。
  - 2023年4月1日からぐるっとまつもとへ移行するに伴い一部バスが減便され、同年11月11日に通学時間帯に利用しやすいようダイヤ改正を実施した。

### 内田線
- [→64][注釈 17] [←10] 松本バスターミナル - 南出川 - 寿橋 - 白川 - 寿台東口 - 馬場家住宅東 - 崖の湯口 - 倉村

松本バスターミナルから寿台東口まで寿台線と同じルートで運行し、馬場家住宅付近を経て塩尻市との境が近い倉村に至る路線。
かつて運行されていた片丘線の、松本市部分が2001年4月2日から
- 村井駅 - 寿台東口 - 倉村

という経路で復活し、2001年10月頃、路線変更が行われ、松本バスターミナル発着となった。運行開始当初は平日・土曜日の1日4往復の運行だったが、現在は平日のみの1日2往復のみ運行。倉村バス停は片丘線時代は現在よりも南にあり待合小屋も残っている。
旧片丘線の塩尻市部分は、塩尻市地域振興バス片丘線として、多少運行ルートに変化を加えて運行されている。尚、崖の湯口バス停から崖の湯温泉までは距離が長く、最もほど近いバス停は塩尻市地域振興バスの百寿荘バス停である。
平均乗車密度：6.28人、損益分岐点：18.78人。なお、寿台東口 - 倉村間の平均乗車密度：1.5人。欠損の一部は松本市から補助。

### 空港・今井線（信州まつもと空港連絡バス）
- [→信州まつもと空港行き71・下今井行き72・神林高速バス停前行き74] [←10][注釈 20] 松本バスターミナル - 鎌田 - 高宮南 - 石芝町 - 神林高速バス停前 - 信州まつもと空港 - 下今井
  - 松本バスターミナルから国道19号を通り、神林高速バス停付近や信州まつもと空港を経由して下今井に至る路線。
  - 全便信州まつもと空港のターミナル前に乗り入れる（かつては昼間時間帯のみの乗り入れだった。更に昔は空港に全く乗り入れていなかった）。信州まつもと空港 - 下今井間は土休日全便運休。下今井バス停では到着後に降車扱いしたあとすぐそばの神社の一角にあるロータリーで折り返すがロータリー内で乗車扱いをしバス停ポール前には停車せず発車時間になるとそのまま出発する。下今井には松本市西部地域コミュティバスも通るが、こちらはバス停ポール前に停車する。2009年12月16日から神林高速バス停前折り返し便が新設された。信州まつもと空港で松本駅方面に折り返す運転が基本、信州まつもと空港 - 下今井間は平日1日6往復のみ運転で土日祝は全便が運休し、その日は全て空港で松本駅方面に折り返す。
  - 途中まで経路を同じくする大久保工場団地・神林線と一体の運用が組まれており、神林出張所南始発で神林高速バス停を経由して松本駅方面へ向かう便と二子橋や神林高速バス停を経由したあとそのまま神林出張所南まで運行、管理会館からは大久保工場団地・神林線として松本駅方面へ向かう便が設定されている。
  - かつては朝日線と呼ばれ、今井小学校や上今井を経て朝日村の小野沢（学校口） - 御馬越まで運転されていたが、最初に小野沢 - 御馬越間が、その後上今井 - 小野沢間が廃止され松本市内完結となったが路線名の改称は行われず廃止区間は朝日村営バスに引き継がれ上今井で接続をとっていた。
  - 松本市西部地域コミュニティバスと空港東区 - 今井保育園間でルートが重複している。
  - 2024年3月16日に信州スカイパーク体育センターバス停は信州スカイパーク体育センター口に改称された。
  - 平均乗車密度：8.80人、損益分岐点：11.17人。なお、信州まつもと空港 - 上今井間の平均乗車密度：1.3人だった。欠損の一部は松本市から補助。

### エアポートシャトル
- 松本バスターミナル - 信州まつもと空港
  - バスターミナルから空港までを結ぶところは空港今井線と同じだが、エアポートシャトルは空港今井線と違い松本バスターミナルと空港まで市街地の西側を迂回しながらノンストップで運行する。
  - 一度は休止された松本空港線が再度復活した路線(復活した日付は不明)。廃止される前は高速バスと同タイプの車両が使われていたが、復活してからは市内を走るその辺の路線バスと同タイプの車両が使われていたものの、いつからか高速バスと同タイプの車両が使われている。航空機の到着が遅れた場合は出発を遅らせるなど航空機の発着予定時刻に合わせた運用がなされている。運賃は空港・今井線とは異なっており、松本バスターミナル - 信州まつもと空港間は空港・今井線が560円なのに対して、エアポートシャトルは600円である（運賃に関しては2014年4月1日改正による。一度目の廃止前は空港・今井線（当時は朝日線）と同額だった。）。

### 大久保工場団地・神林線
- [→75] [注釈 21] 松本バスターミナル - 鎌田 - 高宮南 - 大久保工場公園 - 管理会館 - 下神公民館 - 神林出張所 - 神林出張所南 - （下神東交差点まで往路と同じルートで走り神林高速バス停・高宮を経由し松本バスターミナルまで運行する）
- [→74] 松本バスターミナル - 鎌田 - 高宮南 - 二子橋 - 神林高速バス停 - 下神公民館 - 神林出張所 - 神林出張南（下神東交差点までは往路と同じルートで走り管理会館・大久保工場公園を経由し松本バスターミナルまで運行する）

松本バスターミナルから高宮南まで（実際の分岐は石芝町バス直前の交差点）、空港・今井線と同じルートを通り、自衛隊松本駐屯地の横を通って大久保工場団地内の管理会館、下神公民館を経て神林出張所南に至る路線。運行本数は1日2往復（高宮南 - 神林出張所南 - 神林高速バス停間としては1往復）、土曜休日運休。
独立した路線ではあるが途中まで経路を同じくする空港・今井線の支線的な位置付けとなっており、同路線と一体で運行されている。
朝は大久保工場団地・神林線として神林出張所南まで運行し、折り返し神林高速バス停からは空港・今井線として松本駅方面へ戻る変則的な環状路線である。
夕方はこの逆方向で運行するが、空港・今井線の神林高速バス停行きとして運行したあとそのまま神林出張所南まで運行、折り返しは大久保工場団地・神林線として大久保工場公園を経由して松本駅方面へ向かう。
2025年3月14日までの路線名は大久保工場団地線であったが翌日から一部経路が重複していた神林ライナーを統合するに伴い現在の路線名に改称。
大久保工場団地線時代は管理会館行きでも方向幕に[高宮]神林高速バス停と表示されており神林高速バス停と表示されていてもバス側面の案内表示には管理会館が表示されており神林高速バス停行きとはいうものの乗降がなければそのまま管理会館へ直行するようになっていたが2024年3月16日より今のような「[神林高速バス停] 管理会館」に改められた。ただしこの便は松本バスターミナル発は相変わらず空港今井線扱いであった。
2008年12月15日までは、
- 松本バスターミナル - 鎌田 - 高宮南 - 石芝町- 下二子 - 下神東 - 水代橋

というルートで運行され、神林・水代線と名乗っていたが、2008年12月16日からは、高宮南（2009年12月15日までは高宮局前） - 下神東間の経路が変更され、大久保工業団地を経由するようになった。そして2010年9月30日限りで、管理会館 - 下神東 - 権現原 - 水代橋間が廃止された。この頃も土休日は全便運休だった。前面LED表示は、朝の便は松本バスターミナル発車時点では「[神林高速バス停] 管理会館」（2024年3月15日までは「[高宮]大久保工場公園[75]」）、夕方の便は松本バスターミナル発車時点では「[高宮]神林高速バス停[74]」、管理会館発車時点では「[大久保工場公園]松本駅[10]」となっている。2025年3月15日から大久保工場団地・神林線に改称したうえでルートを神林出張所南まで延長した。管理会館 - 神林高速バス停間を利用する場合などには神林出張所南は終点なので一旦降りる必要があるが、神林出張所南バス停降車時に跨って乗る旨を運転士に伝えれば管理会館 - 神林出張所南間と神林出張所南 - 神林高速バス停間の各運賃が必要なところ特例で初乗り運賃で利用できる。

### 山形線
- [→77] [←10][注釈 22] 松本バスターミナル - 鎌田 - 月見町 - 和田町郵便局 - アイシティ21前(三夜塚) - 山形役場 - 上大池 - 車庫前
- [→76] [←10] 松本バスターミナル - 鎌田 - 月見町 - 笹部団地
  - 松本バスターミナルと山形村を結ぶ本線と途中の五月町で分岐し笹部団地に向かう2系統から成る。
  - 上大池と車庫前は自立した別々のバス停だが、バス方向幕では『[山形]上大池車庫前』とまとめて、もしくは『[和田] 上大池』と表記される。臨空工業団地と中大池のバス停とは別に松本市西部地域コミュニティバスにも同名のバス停があるが全く別の場所である。
  - 2023年4月1日から松本市内を通るバス路線が市へ移管されるに伴い五月町以遠が一部増便された。同日に三夜塚バス停はアイシティ21前（三夜塚）バス停に改称された。
  - 中条 - 笹部団地間は南部循環線と経路が重複する。
  - かつては山塩線と称して車庫前から朝日村の中心部や塩尻市にある塩尻駅を経て塩尻営業所まで運行していたが、2008年12月14日限りで塩尻駅 - 塩尻営業所間が廃止され残った翌日から車庫前 - 塩尻駅間は土曜休日運休の運行になったうえ、平日1日朝1往復のみという免許維持路線の意味合いが強かった。
  - 2009年6月30日限りで、車庫前 - 下古見 - 小野沢 - 塩尻駅間（[→塩尻駅行き62]）も廃止された。これにより朝日村からアルピコ交通の路線が無くなり既にあった朝日村営バスが広丘駅に乗り入れるなどルート変更を実施した。
  - 笹部団地折り返し便は2009年12月16日から、およそ10年ぶりに復活した系統である。

- - 平均乗車密度：3.70人、損益分岐点：13.36人。なお欠損の一部は国庫から補助。

### 南部循環線
- [→300] 松本駅アルプス口→鎌田→両島→月見町→笹部団地→高宮公民館→双葉→イオン南松本→なんなんひろば→南松本駅前→ライフスクエアコモ庄内→相澤病院→松本駅アルプス口
  - 一方通行の環状路線で松本駅アルプス口を出発すると中条から山形線の笹部団地行きと同じルートで運行し、笹部団地を通過すると自衛隊松本駐屯地付近を通ってイオンショッピングセンターや南松本駅前、ライフスクエアコモ庄内、相澤病院を経て松本駅アルプス口に至る路線。運行主体は松本市。2011年10月1日より運行が開始された路線。運行開始当初は松本駅アルプス口を経由せず、相澤病院から直接鎌田方面へ向かっていた。この当時は明確な始発停留所が存在せず、時間調整は相澤病院、笹部団地、なんなんひろばで行い、午前の最初の便は笹部団地始発、午後の最初の便は相澤病院始発、午前午後とも最終便は南松本駅前止まりであった。2012年10月1日よりルートが変更され、松本駅アルプス口発着となった。かつて運行されていた総合団地・野溝線と南市内線の一部が復活したようなルートになっているが、南市内線のルートとは大きく異なる。イオン南松本バス停はイオン南松本ショッピングセンターから2023年4月1日に改称。
  - 横田信大循環線・信大横田循環線・かつて存在した南市内線と北部循環線とは異なり、松本駅アルプス口を跨いで乗車することができる。平日のみ1往復運行。

### 合庁ライナー
- [→230←] 松本駅アルプス口 - 合同庁舎
  - 平日のみの運転。1日1往復のみ。もともとタウンスニーカー西コースの系統だったが2023年4月1日より西コースが西部地域コミュニティバス旧新村島内A線と統合し松本島内線となったことに伴い松本駅 - 合同庁舎直通便として分離した。

### 美ヶ原高原美術館線（季節運行）
- 松本バスターミナル - 浅間温泉 - 美ヶ原温泉 - 三城 - 扉山荘 - 山本小屋 - 美ヶ原高原美術館
  - 毎年8月の約2週間のみ毎日1往復運行。
  - 過去、1日2往復運行され、7月から9月まで運行をされていたこともあった。
  - 松本バスターミナルを出ると横田経由の浅間温泉行きと同じ経路で浅間温泉へ向かい、そこから大村地区を通って美ヶ原温泉、入山辺地区を通ってアザレアラインを通って美ヶ原高原美術館に至る松本市・上田市・長和町跨る山岳路線である。
  - 山本小屋バス停は山本小屋の駐車場にあり千曲バスが運行していた名残で同社のバス停を使用している。
  - 山本小屋は繁忙期に駐車場が混雑するため、その期間中は少し離れた交差点に臨時バス停を設置し本来の山本小屋バス停には停車しない。しかし運行期間が繁忙期にしか設定されなくなると臨時バス停しか使われなくなり、本来の山本小屋バス停には停車しなくなっていた。
  - 2022年シーズンを以て翌年から運休している。
  - このため美ヶ原高原への路線バスは松本駅アルプス口から発着する美ヶ原高原直行バス（予約制）の自然保護センター行きのみとなる。ただし美ヶ原高原美術館など（美ヶ原温泉と浅間温泉を除く）美ヶ原高原美術館線のバス停は通らない。

※「平均乗車密度」とは、ある系統のバス1便あたりの平均利用者数で、始点から終点まで平均して全ダイヤ全区間にバスに乗車している人数のことである。

## 路線バス 新島々営業所

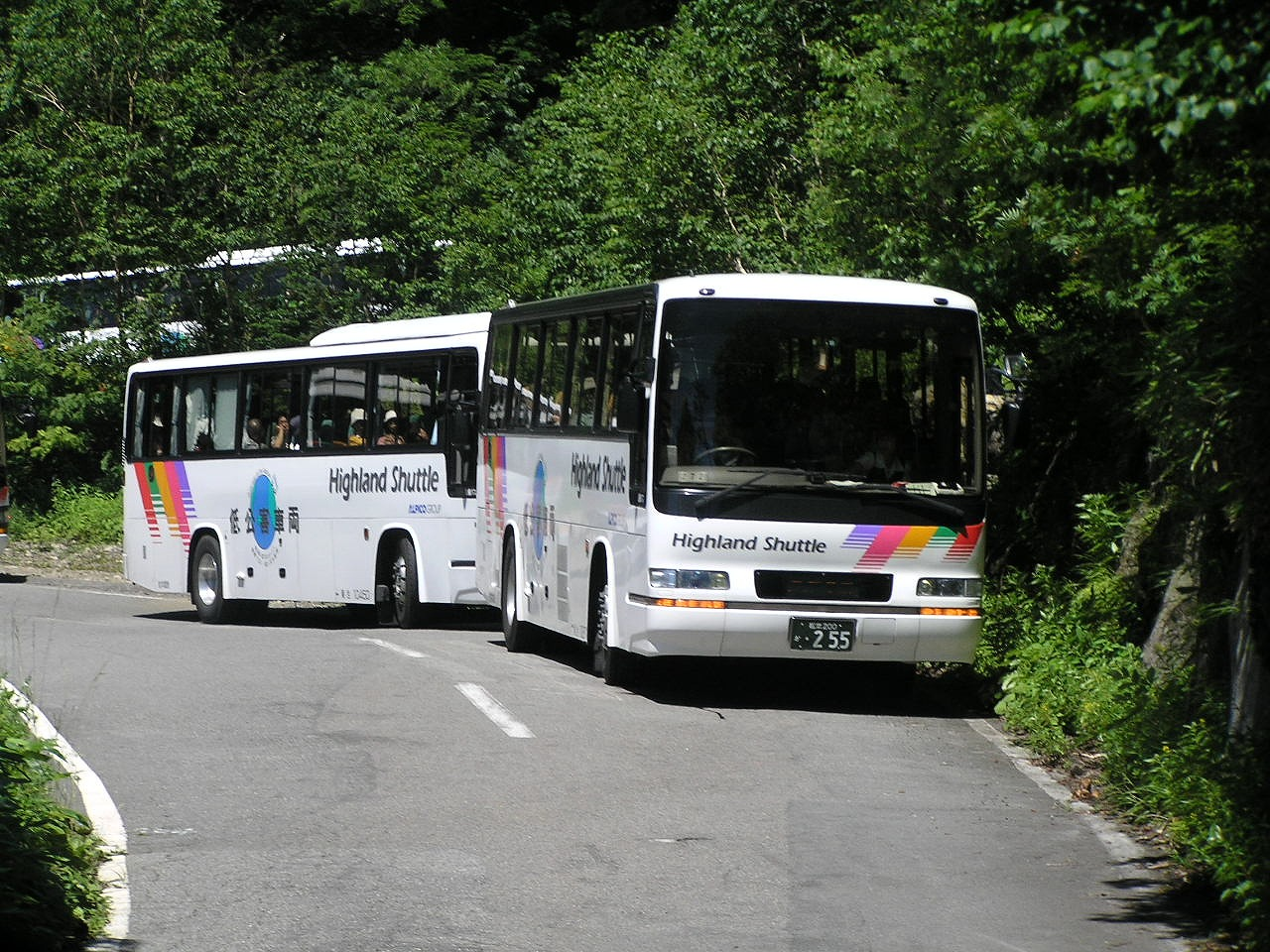
観光センター前-乗鞍山頂（畳平）間シャトルバス。ハイブリッド方式のセレガ

カーブの多い山岳路線のため座席定員制で立席乗車ができない。満席の場合は増車して対応するが、松本地区発は増車できないので新島々バスターミナルまで並行する別便（高山行きなど）に便乗となる。運賃は区間制だが前払い。上高地から新島々・白骨温泉・乗鞍高原行きに乗車する際には整理券が必要で、窓口で切符の提示か購入時に当日分から2日後分まで受け取ることができる。発車10分前になると番号順に案内する。帝国ホテル前と大正池からは乗車できない。
2017年3月上旬から、アルピコ交通上高地線の駅ナンバリング導入に合わせて管内の全路線で停留所ナンバリングを導入している。

### 松本 - 新島々 - 上高地線
- 新島々バスターミナル（新島々駅） - 安曇支所前 - 稲核（いねこき）ダム - 奈川渡ダム - 親子滝 - さわんど大橋 - さわんどバスターミナル - さわんど岩見平 - 坂巻温泉 - 中の湯 - 大正池（降車のみ） - 帝国ホテル前（降車のみ） - 上高地
- ナショナルパークライナー：松本バスターミナル → 新島々 → 安曇支所前 → 奈川渡ダム → 親子滝 → さわんどバスターミナル → 坂巻温泉 → 中の湯 → 大正池 → 帝国ホテル前 → 上高地
- シャトルバス：さわんどバスターミナル - さわんど大橋 - さわんど岩見平 - 坂巻温泉 - 中の湯 - 大正池 - 帝国ホテル前 - 上高地
  - 毎年4月20日頃から11月15日までの期間限定運行。ほとんどが新島々バスターミナル発着で、松本バスターミナルまで運行するのは1日1往復のみ。上高地はマイカーの乗り入れが禁止されているため、駐車場のあるさわんど大橋 - 上高地間のシャトルバスも多数運行している。
  - 長らく車掌が乗っていたが、1998年よりワンマン化された。
  - 路線開設以来さわんどは「沢渡」と漢字で表記していたが、停留所ナンバリングの導入に伴ってひらがな表記に改められた。
  - 2018年シーズンから一部便には外国人バスガイドが乗車し、日本語と英語による案内放送を行っている。
  - 2018年4月17日〜11月15日にかけて、『美ヶ原温泉 翔峰』グランドオープン記念として、上高地行きの1便のみ翔峰始発便が運行された[15]。2019年以降は2017年以前同様、アルピコタクシーによる乗合タクシーでの運行となっている。

### 平湯・上高地線
- あかんだな駐車場 - 平湯温泉 - 中の湯 - 大正池 - 帝国ホテル前 - 上高地
  - 濃飛バスと共同運行。毎年4月20日頃から11月15日までの期間限定運行。

### 乗鞍岳線
- 新島々バスターミナル - 安曇支所前 - 稲核ダム - 奈川渡ダム - 親子滝 - 観光センター前（乗鞍高原） - 鈴蘭 - 休暇村
- （宮の前 → ）観光センター前（乗鞍高原） - 鈴蘭 - 休暇村 - 位ヶ原山荘 - 大雪渓・肩の小屋口 （→ 標高２７１６ｍ） - 乗鞍山頂（畳平） ※ 7月1日〜10月31日運行
- 乗鞍岳春山バス[16]：新島々駅 - 宮の前 - 観光センター前（乗鞍高原） - 鈴蘭 - 休暇村 - 位ヶ原山荘 - 大雪渓・肩の小屋口 ※ 4月下旬〜6月30日運行

従来は予約不要で乗車可能だったが2025年4月27日からは完全予約制になった。また3往復運行する。
- 乗鞍岳ご来光バス：観光センター前（乗鞍高原） → 休暇村 → 大雪渓・肩の小屋口 → 標高２７１６ｍ → 乗鞍山頂（畳平） ※ 7月中旬〜9月中旬運行[17]
  - 新島々バスターミナルから乗鞍へ直通するバスは一部を除いてなく、宮の前または観光センター前（乗鞍高原）で乗り換える必要がある。
  - 畳平行きは狭隘路があるため車掌が乗務している。
  - マイカー規制を実施する前は1往復[注釈 23]しか運行しておらず、畳平から乗車する時は上高地と同様に整理券が必要だった[注釈 24]。
  - 休暇村 - 大雪渓・肩の小屋口間は乗鞍岳春山バスとして毎年、4月下旬から6月30日までの期間限定運行。また休暇村 - 乗鞍山頂（畳平）間は毎年7月1日から10月31日までの期間限定運行。
  - 2022年9月9日に乗鞍スカイラインが土砂崩れにより全面通行止めとなり、乗鞍岳の夜間の安全確保が保証できなくなった為、2023年度と2024年度のご来光バスは運行休止となった。

### 平湯・乗鞍線
- 平湯温泉（あかんだな駐車場） - ほおのき平駐車場 - 乗鞍山頂（畳平）
  - 濃飛バスと共同運行。毎年5月1日から10月31日までの期間限定運行。

### 新島々 - 乗鞍・白骨温泉線
- （松本バスターミナル -）新島々バスターミナル - 安曇支所前 - 稲核ダム - 奈川渡ダム - 親子滝 - 観光センター前（乗鞍高原） - スキー場前 - 休暇村
- 新島々バスターミナル - 安曇支所前 - 稲核ダム - 奈川渡ダム - 親子滝 - さわんど大橋 - さわんどバスターミナル（さわんど足湯公園） - 白骨温泉 - 泡の湯（夏ダイヤ）
- 新島々バスターミナル - 安曇支所前 - 稲核ダム - 奈川渡ダム - 親子滝 - 観光センター前（乗鞍高原） - スキー場前 - 休暇村 - 泡の湯 - 白骨温泉（冬ダイヤ）
  - 白骨温泉周辺は狭隘路のため、車掌が乗務している。
  - 乗鞍系統にはスキー場前バス停発着の区間便もある。
  - 平日夕方、新島々バスターミナル発水殿ダム（稲核ダム - 奈川渡ダム間に所在）行きの区間便が1本運行されている。
  - 白骨温泉系統はさわんど大橋経由便が4月20日頃から11月15日までの夏ダイヤ時のみ運行され、冬ダイヤでの運行時はスキー場前より上高地乗鞍林道経由で泡の湯・白骨温泉へ向かうルートで運行されているが、2023年シーズンは通年さわんど大橋経由で運行され、冬ダイヤの終点も白骨温泉から泡の湯に変更されていた。またさわんどバスターミナルは夏ダイヤでの運行時のみ経由し、冬ダイヤ運行期間中はさわんどバスターミナルには入らず、手前のさわんど足湯公園経由となる。
  - 2020年11月9日より午後運行の下り便1本は貨客混載便となり、バスのトランクを利用して新島々バスターミナル→奈川渡ダム間でヤマト運輸の荷物を輸送し、奈川渡ダムバス停で荷物の引渡しを行っている[18]。

### 乗鞍高原 - 白骨温泉 - 上高地線
- 休暇村 → 鈴蘭 → 観光センター前 → 白骨温泉 → さわんどバスターミナル → 中の湯 → 大正池（降車のみ） → 帝国ホテル前（降車のみ） → 上高地
- 上高地 → 中の湯 → さわんどバスターミナル → 白骨温泉 → 観光センター前 → スキー場前 → 観光センター前 → 中平
  - 「白休線」という通称がある。各1本のみで毎年4月20日頃から11月15日までの期間限定運行。
  - 白骨温泉周辺は狭隘路のため車掌が乗務している。

## コミュニティバス・委託バス
長野県内の自治体から、以下のバスの運行委託を受けている。
- 公設民営バスぐるっとまつもとバス（アルピコタクシーによる運行）
- 千曲市循環バス[19]
- 大町市民バス「ふれあい号」
- 小谷村営バス
- 朝日村営バス（現在アルピコタクシーに委託を移管）
- 塩尻市地域振興バス（のちに委託をアルピコタクシーに移管）
- 松本市（梓川小・山辺小・本郷小のスクールバス）
- 山形村（スクールバス）
- 安曇野市（安曇野穂高周遊バス（2008年シーズンもって撤退）、三郷小中スクールバス）

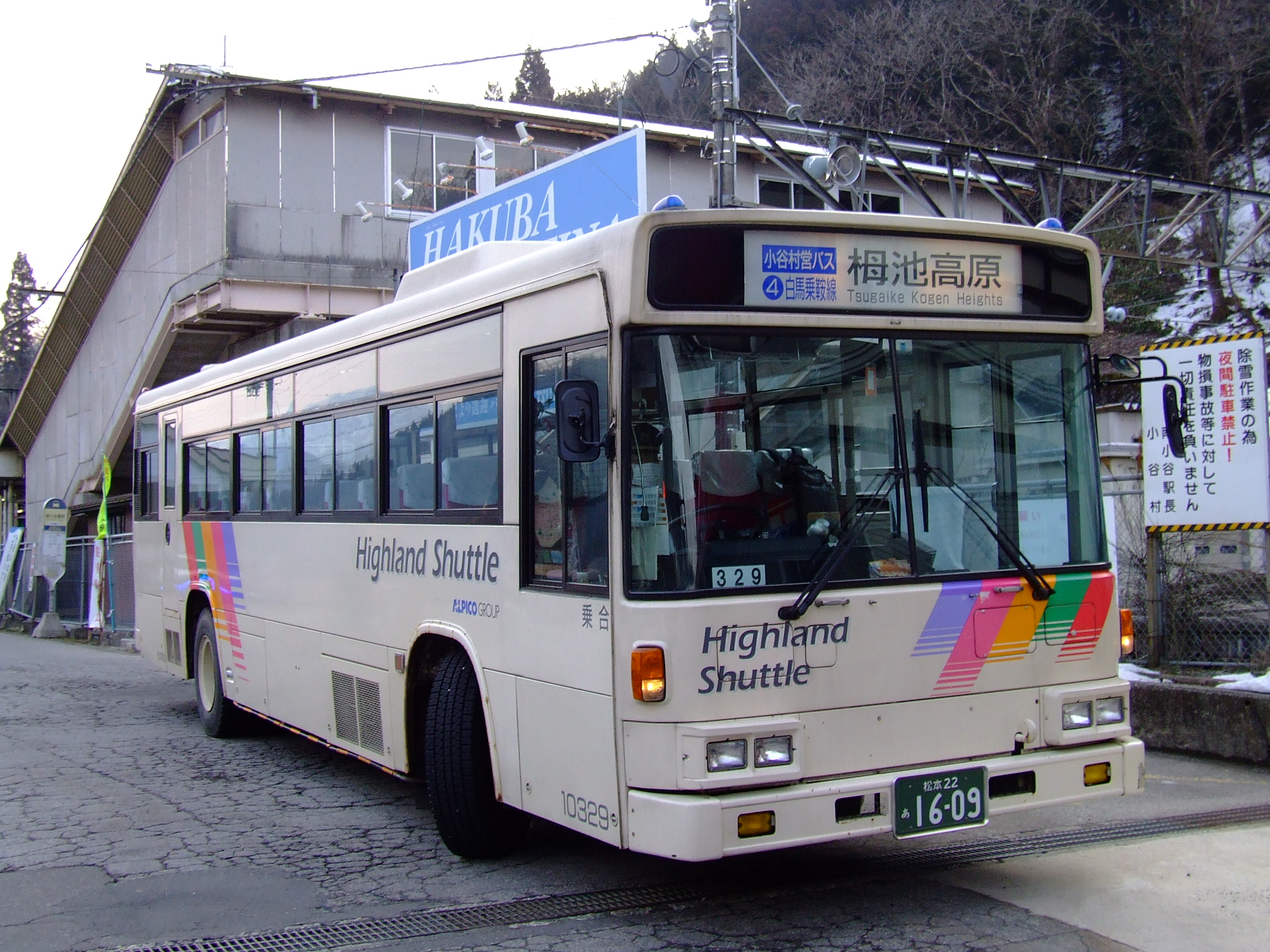
小谷村営バスの車両 導入時は東日本では珍しかった西工製車体を架装したU-LV318N（1993年式）
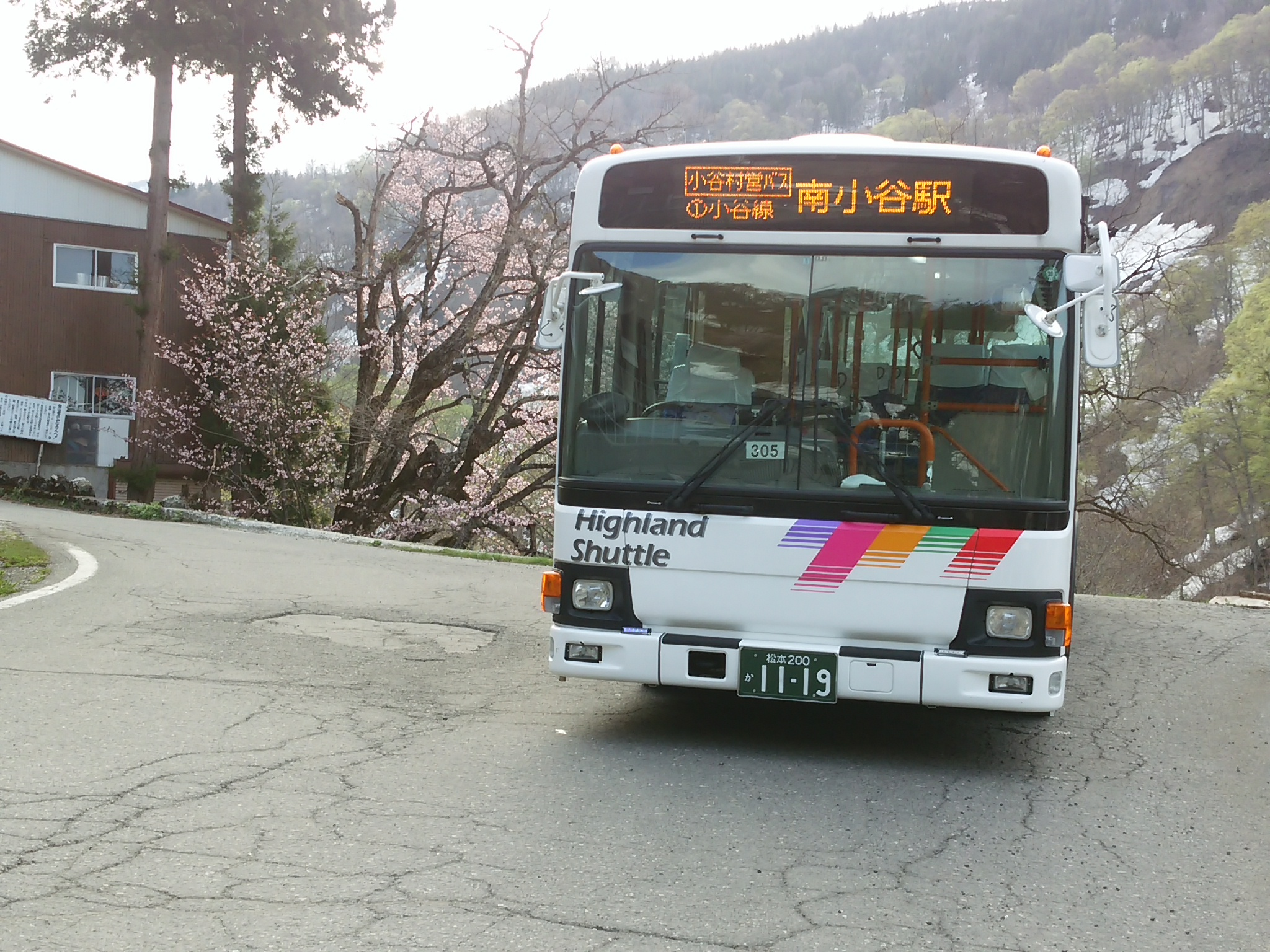
小谷村営バスの車両 日野・レインボーII
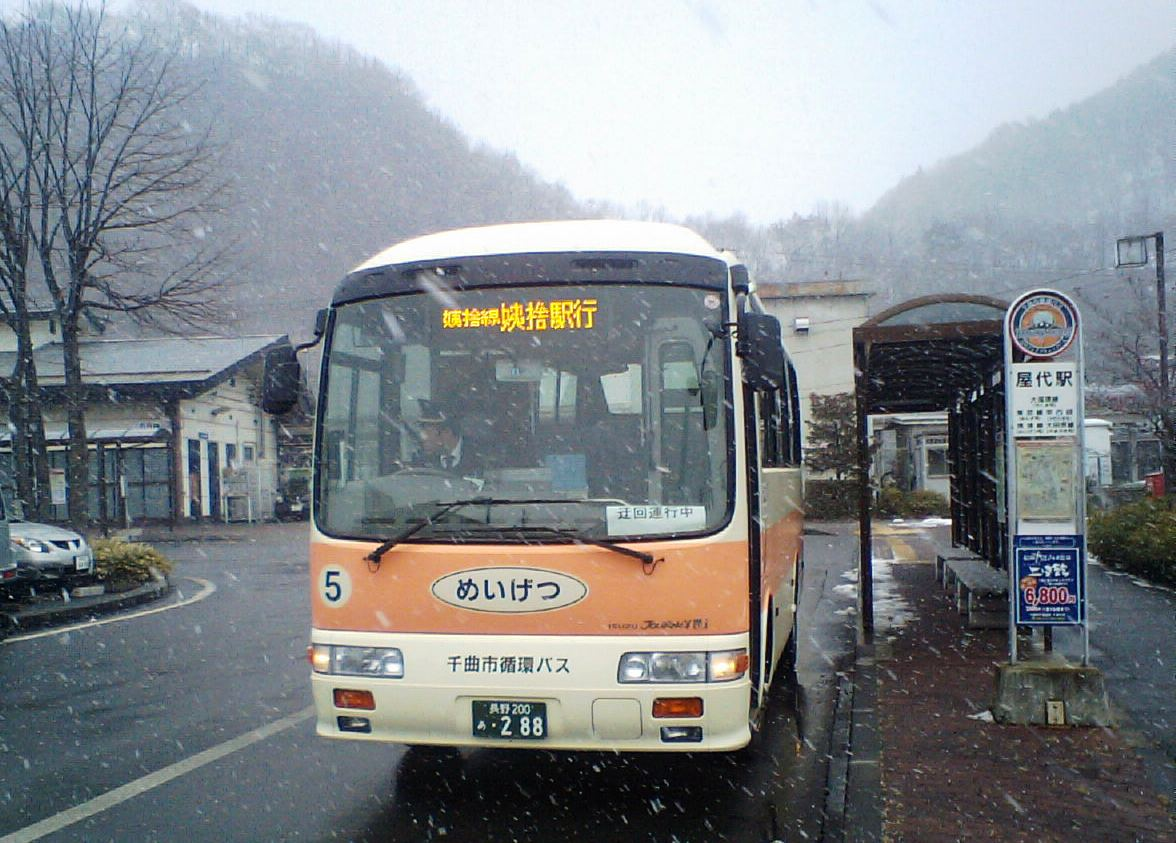
千曲市循環バス「めいげつ号」 いすゞ・ジャーニーJ

## 休止・廃止路線・休止・廃止区間

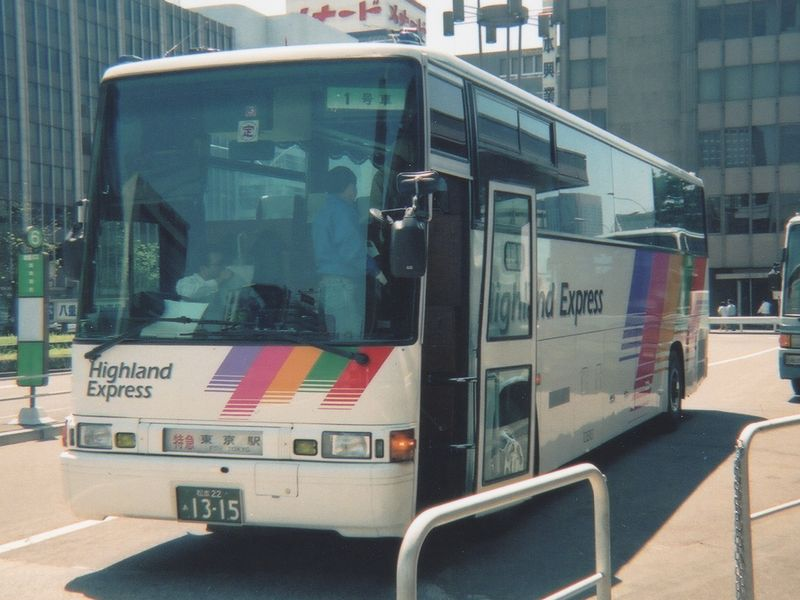
松本-東京線（1991年頃 東京駅八重洲南口にて）

### 高速バス
- 松本 - 東京線
  - 松本バスターミナル - 東京駅八重洲口
  - 詳細は中央高速バス#松本線 - ダブルトラックを参照。
  - 2025年現在、千葉線として事実上復活している。

- 金沢 - 松本線
- 金沢駅前 - 平湯温泉 - 沢渡 - 安曇支所 - 新島々営業所（新島々バスターミナル） - 松本インター前 - 松本バスターミナル（北陸鉄道と共同運行）
  - 1999年（平成11年）10月より運行開始[20]
  - 2007年（平成19年）まで冬季（運行期間は4月20日 - 11月30日）を除き運行されてきたが、2008年（平成20年）3月に路線廃止が発表された。
  - 現在は、松本 - 金沢間にて、松本 - 高山と金沢 - 高山線への連絡乗り継ぎで松本⇒金沢へ行けるようになっている[21][22]。

- 中部国際空港線
  - 中部国際空港への高速バス運行は、長野発3往復、松本発4往復。2005年2月17日より運行開始[23]
  - 松本バスターミナル - 松本インター前 - 中部国際空港[24]
  - ホテルメトロポリタン長野 - 松本インター前 - 中部国際空港（川中島バス運行）、2008年11月に運行廃止[25]
  - 以降はアルピコタクシーへ引き継がれ中部国際空港セントレア直行便として運行されたが2019年5月31日限りで廃止。これによりアルピコタクシーは空港線乗合タクシー事業を休止した。

- 愛知博ライナー
  - 白馬 - 松本バスターミナル - 愛知万博会場
  - 愛・地球博開催期間中のみ運行

- 飯田線
  - 松本バスターミナル - 飯田バスセンター
    - 詳細はみすずハイウェイバスを参考。

- 長野線
  - 松本バスターミナル - （松本合同庁舎） - 長野県庁
  - 平日のみ10往復の運行。みすずハイウェイバスに詳細がある。
  - 1993年に高速バスとして運行を開始。
  - 平成17年（2005年）に長野県庁 - 松本合同庁舎間をノンストップ運行する『ごうちょっ急』が新設。
  - 平成24年（2012年）に長野県庁バス停が県庁前交差点の東側に移転し県庁敷地内発着は廃止された。
  - 利用の減少や新型コロナウイルス感染拡大による減便による利用者減少に加えてそれに伴う運転手不足を理由に2024年3月31日（30日 - 31日は土日のため最終運行は3月29日）をもって廃止。
  - なお新型コロナウイルス感染拡大や運転手不足でで日中を中心に松本合同庁舎発着を減便していたダイヤは当面としていたが運転手が確保できない状態が続き結局運休中の便が再開することはなかった。

- 渋谷・八王子～金沢・加賀温泉線
  - 西東京バスと共同運行だった。
  - 長野県内の停留所には発着しなかった。
  - 2022年4月21日から大阪 - 新宿・渋谷・池袋線とともに運行開始。
  - 長らく運行休止中だったが、2024年3月31日を以て廃止。

### 松本空港連絡バス
- 松本バスターミナル - 信州まつもと空港
  - 中間以外が朝日線（現在の空港・今井線）と重複する。2008年1月15日廃止[26]。晩年は朝日線（現在の空港・今井線）と同額だった。のちに復活したが朝日線よりも運賃が高くなっている。
- 松本インター前 - 信州まつもと空港

### 定期観光バス
主に松本バスターミナルを起点に長野県中部の観光地へ定期観光バスが運行されていて、次のようなコースが設定されていた。一部コースでは浅間温泉・美ヶ原温泉からも乗車・降車可能であった。
- 松本・安曇野（松本バスターミナル - 碌山美術館・穂高神社・わさび畑・松本城）
- 美ヶ原高原（松本バスターミナル - 美ヶ原高原・美鈴湖・ビーナスライン・霧ヶ峰）
- 上高地と梓川渓谷（鵬雲崎）
- 北アルプス山麓・安曇野（松本バスターミナルおよび白馬営業所 - 穂高神社・ハーブセンター・塩の道博物館・仁科三湖）
- サラダコース（松本バスターミナル - 観光農園の果物狩りとワイナリー見学。秋季限定）

### 路線バス
松本近郊
- 松本長野特急線【全廃】
  - 松本駅 - 明科駅 - 山清路 - 長野駅

- みすゞ急行線【全廃】
  - 飯田駅 - 辰野駅 - 松本駅 - 明科駅 - 長野駅

- 霧ケ峰線【全廃】
  - 松本駅 - 塩尻（営） - 塩尻峠 - 諏訪今井 - 上諏訪駅 - 強清水

- 美鈴湖線（現在は、美ヶ原高原線が季節運行）
  - 松本駅 - 美ヶ原温泉ホテル - 浅間温泉 - 美鈴湖

- 曙町線【全廃】
  - 松本バスターミナル→上土町→信州大学前→大学西門→美須々ヶ丘高校前→曙町
  - 曙町→追分→信州大学前→市役所口→松本バスターミナル

浅間線の途中折り返し的な意味合いの路線。美須々ヶ丘高校の周囲を反時計回りに一周して折り返していた。末期は平日のみ、松本バスターミナル16:05発の1本だけの運行。最末期には時刻表に掲載されていたが、実際には運転されていなかった。
- 北部循環線【全廃】
  - 蟻ヶ崎経由：松本バスターミナル→八十二銀行前（現在の大名町）→労働基準監督署（現在の税務署口）→蟻ヶ崎高校前→法務局前→追分→信州大学前→市役所口→銀行前（現在の大名町）→松本バスターミナル
  - 信州大学経由：松本バスターミナル→八十二銀行前→上土町→信州大学前→追分→法務局前→蟻ヶ崎高校前→市役所前→銀行前→松本バスターミナル

2008年7月15日限りで廃止。それまで市役所前 - 信州大学前経由だった三才山線（現在の岡田線）が経路を変更してカバーしている。
- 南市内線【全廃】
  - 東回り：松本駅前→逢初町→南出川→南松本駅前→高宮→鎌田→警察署前→渚町区→松本駅前
  - 西回り：松本駅前→渚町区→警察署前→鎌田→高宮→南松本駅前→南出川→博労町→松本駅前

南北市内線として、南市内線→北市内線・北市内線→南市内線へと乗り入れる便もあった。
- 松本療養所線【全廃】
  - 松本駅 - 鷹匠町 - 療養所（現在の城山老健施設前）

1984年（昭和59年）9月1日現在の時刻表には、掲載されていない。
現在のアルプス公園線の一部ルート相当する。
- 諏訪線→国道塩尻線【全廃】（村井上町 - 塩尻駅は塩尻市地域振興バス塩尻北部線が、塩尻駅 - 御野立口間は途中ルートが異なるが、塩尻市地域振興バスみどり湖・東山線が運行するもののみどり湖・東山線は2023年3月31日限りで廃止）
  - 松本バスターミナル - 出川 - 平田 - 国立病院口（後に村井駅口と改称） - 村井上町 - 原 - 広丘エプソン前 - 芝茶屋 - 塩尻市役所 - 塩尻駅 - 塩尻営業所 - 小坂田 - 東山 - 御野立口 - 岡谷塩嶺病院 - 下諏訪駅口 - 上諏訪駅 - 清水町
  - 松本バスターミナル - 出川 - 平田 - 国立病院口 - 村井駅

国道19号と国道153号、国道20号を走る路線である。昭和 - 平成初期には諏訪線として、御野立口より先、岡谷塩嶺病院・下諏訪駅口・上諏訪駅を経て上諏訪清水町に至る長大路線であり、かつては特急や急行もあった。1991年（平成3年）頃に塩嶺病院前までに、1996年（平成8年）頃に御野立口までに短縮され、2007年（平成19年）9月30日廃止。2001年4月からしばらくの間、村井駅 - 寿台東口 - 倉村間で運行された内田線の出入庫系統として、村井駅折り返しの便があった。塩尻市内の区間は塩尻市地域振興バス塩尻北部線やみどり湖・東山線（現在廃止）が概ね引き継いでいる。路線名について松本電鉄発行の時刻表では、平成4年9月1日現在の時刻表では諏訪線と、平成6年6月1日現在の時刻表では国道塩尻線との記載がある。
- 辰野線【全廃】
  - 松本駅 - 塩尻駅 - 小野駅 - 辰野駅

1984年（昭和59年）9月1日現在の時刻表では、塩尻駅 - 辰野駅間に短縮されていた。1987年（昭和62年）3月31日限りで廃止。現在は塩尻駅 - 小野駅 - 辰野駅間の一部区間で塩尻市地域振興バスと辰野町営バスがほぼ同じルートで運行している。
- 歯科大線【全廃】
  - 松本バスターミナル - 出川 - 国立病院口 - 原 - 広丘駅 - 郷原 - 歯科大 - 塩尻駅 - 塩尻営業所

1984年9月1日現在の時刻表では、松本バスターミナル→東山の便も存在していた。
- 中原経由塩尻線？【全廃】
  - 塩尻営業所 - 塩尻駅 - 中原 - 郷原 - 原 - 国立病院口 - 出川 - 松本バスターミナル？

正式名称は不明。1984年9月1日現在の時刻表で、諏訪線のページに塩尻営業所6:55→7:43松本バスターミナルの便が1本のみ「中原経由」という注釈付きで記載されていた。
- 中山線【全廃】
- [→24] [←10] 松本バスターミナル - 秀峰学校前 - 松商学園口 - 筑摩 - 富士電機前 - 和泉橋 - 中山学校前 - 中山霊園口 - 古屋敷
  - 2008年7月16日から、古屋敷 - 中信松本病院 - 棚峯間（[→棚峯行き22]）が松原地区の中を一周するように延伸され、松原地区を運行していた松原台線は廃止された。さらに同年12月16日からは、松原南 - 松原東間に停留所がないことからその際に寿台線の寿台東口バス停近くに松原西バス停が新設されたため、寿台団地へ行く場合にも使えるようになった。しかし利用が伸び悩み2009年12月16日から一旦は廃止された松原台線が松原線として復活するに伴い大幅減便（1日9本化）を行い土休日全便運休となった上、古屋敷折り返し便が復活し、棚峯まで行く便は午前中1往復のみとなった。2010年4月1日から、古屋敷 - 棚峯間が廃止されて元の路線となった。松本バスターミナル - 古屋敷に短縮された。2017年1月6日の運行を最後に廃止。廃止後は地域主導型コミュニティバス中山線へ引き継がれている（中山線は土日運休なので実際の運行開始日は翌週1月9日から）。
  - 平均乗車密度：4.57人、損益分岐点：10.66人。

- 寿療養所線【全廃】
  - 松本バスターミナル - 白川 - 寿療養所

松原台線（のちの松原線）とは異なり、療養所口（現在の白川東）から南東に伸びる細い道（松原団地の造成前はこの道しかなかった）を経由して、寿療養所（後に東松本病院→中信松本病院→現在の寿台養護学校北）へ向かっていた。
- 赤木線【全廃】
  - 松本バスターミナル - 竹渕 - 豊町 - 寿出張所 - 小池四ツ角 - 赤木 - 塩尻駅

平成2年3月31日限りで廃止。
一部を公設民営路線バスぐるっとまつもとバスが運行している。
- 崖の湯線【全廃】
  - 松本バスターミナル - 平田 - 国立病院前 - 寿台東口 - 崖の湯口 - 崖の湯・高ボッチ

現在の塩尻市地域振興バス片丘線が運行している倉村 - 百寿荘に相当する。また寿台東口 - 倉村間は公設民営バスぐるっとまつもとバス（運行はアルピコ交通）によって運行されている。
- 総合団地・野溝線【全廃】
  - 松本バスターミナル - 南出川 - 南松本駅前 - 教育センター入口 - 高宮局前 - 石芝町 - 木工団地 - 卸市場前

1985年（昭和60年）版の、ゼンリンの松本市住宅地図P35、バス路線図に掲載あり。1984年9月1日現在の時刻表には掲載されていないので、それ以前に廃止されたものと思われる。
- 笹賀線【全廃】
  - 松本バスターミナル - 下二子 - 中二子 - 上二子 - 神戸（ごうど） - 今村

1990年（平成2年）3月31日限りで廃止。
該当区間の一部を松本市コミュニティバスや朝日村営バスが運行している。
- 二子団地線【全廃】
  - 松本駅 - 野溝 - 二美町 - 神戸橋 - 神戸 - 上二子口
  - 松本駅 - 野溝 - 二美町 - 神戸橋 - 神戸 - 菅野中学校前 - 松本空港

この路線は二子橋を渡った後、本州製紙（現在の王子マテリア）の交差点を南に折れ、二子団地を経由し、その先で西に折れて長野県道48号松本環状高家線の旧道に入り、菅野交差点からは長野県道296号松本空港線に入って朝日線と合流するが、南に折れて菅野中学校前から松本空港に向かう便と、北に折れて上二子口で終点となり、そこから朝日線として松本バスターミナルへと戻る便の、2種類が存在した。現在該当する区間の一部を松本市西部地域コミュニティバス（ぐるっとまつもと）が運行している。
- 朝日線（残存区間は空港・今井線として運行）
  - 松本バスターミナル - 高宮 - 神林高速バス停 - 神林 - 信州まつもと空港 - 下今井 - 今井郵便局 - 上今井 - 小野沢 - 御馬越

朝日村を縦断する路線だったがまず小野沢 - 御馬越間が廃止、次に上今井 - 小野沢間が廃止されたことで朝日村に乗り入れなくなり松本市内完結となったが路線名は変更されなかった。それからしばらくして空港・朝日線に改称されるが朝日村に行かないにもかかわらず路線名に朝日の文字が入っている状況が続いた。廃止区間は朝日村営バスに転換された。上今井バス停でバスはバス停ポールの前ではなく北にある交差点（上橋へ向かう方）で停車していた。到着したバスは降車扱いしたあと鎖川にかかる上橋の方へ行き転回し、出発時刻になるとバス停北にある交差点にて乗車の扱いをしていたためバス停ポールがある方には停車しなかったがバス停は交差点に臨時バス停さえ設置されていなかった。なお接続をとっていた朝日村営バスはバス停ポールがある方に停車していた。下今井 - 上今井間は特にすれ違いが困難なほど道路が狭い狭隘区間だったが2023年4月1日の松本市の公設民営バス移行に合わせ2023年3月31日をもって廃止され4月1日から朝日村営バスがルート変更のうえで引き継ぎ、残存区間は空港・今井線に改称された。なお朝日村営バスに転換されたうち下今井経由と上今井経由は今井交差点で互いに旧経路を外れる運転をするためアルピコ時代とルートは完全に一致せず、結果的に旧経路が分断された形となった。今井郵便局 - 上今井間にあった堂村公民館バス停と堂村境バス停は引き継がれずそのまま廃止されている。同日、上今井バス停ではバス停ポールにバスが停まるようになった。上今井行きの系統番号は[73]で信州まつもと空港 - 下今井間に加え上今井間も平日のみ運行だった。
- - いつしか空港・朝日線に改称され、2023年3月31日を以て下今井 - 上今井間は廃止され、残存区間は現在の空港・今井線に改称された。これに伴いこれまで朝日村のデマンドバスくるりん号と接続を取っていた乗り継ぎ点を翌日4月1日から上今井から下今井に変更になった。

- 山塩線（現在は、車庫前 - 塩尻営業所間が廃止され、残存区間は山形線と呼ばれている）
  - 松本バスターミナル - 殿 - 山形学校 - 上大池 - 車庫前 - 鉢盛中学校 - 下古見 - 上古見 - 松電朝日車庫 - 小野沢 - 中村 - 塩尻駅 - 塩尻（営）

1984年9月1日現在の時刻表では、大庭経由で山形学校前や下古見へと向かう便が運行されていた。
朝日村では最後まで残った路線だった。
現在該当区間を鉢盛中学校 - 薬師前間と旧原口郵便局 - 塩尻駅 - 塩尻営業所間では朝日村営バス朝日広丘線と塩尻市地域振興バスの洗馬線（ショートカット便のみ）に転換された。
しかし薬師前 - 旧原口郵便局間は転換がされなかったため代わりにデマンドバスくるりん号で原口郵便局で乗り換えを要するようになっている。結果的に元の路線としては分断された状況にある。
松本寄りの車庫前 - 鉢盛中学校間も転換されなかったため山形村にある車庫前バス停でデマンドバスくるりん号と山形線が接続を取る形となっている。
- 大庭経由水代線【全廃】
  - 松本バスターミナル - 渚街区 - 渚上区 - 荒井 - 大庭駅 - 島立出張所前 - 南栗口 - 殿 - 水代橋

1990年（平成2年）3月31日限りで廃止。
この路線の水代橋バス停のバス転回場所は神林川西公園にあった。
- 神林ライナー

[→240←] 松本駅お城口 - 管理会館 - 神林出張所 - 権現原
平日のみの運転。松本駅お城口では21番のりばから出発していた。2023年4月1日よりやまびこドーム - 権現原 - 神林出張所 - 松本駅間として運行開始。かつてあった神林・水代橋線の一部ルートが事実上復活した形となっていた。しかし同年11月10日を以て権現原まで短縮された。管理会館付近にてルートが大久保工場団地線と重複していた。2025年3月14日を以て大久保工場団地線に統合される形で廃止、神林ライナーのルートだった区間の一部は大久保工場団地・神林線の一部になった。
- 笹部団地線【全廃】→（五月町経由は2009年12月16日より運行を再開した）
  - 松本バスターミナル - 鎌田 - 両島 - 五月町 - 笹部団地
  - 松本バスターミナル - 鎌田 - 高宮局前（現在の高宮南） - 芝浦機械 - 笹部団地（芝浦経由）

月見町から山形線と分岐し、笹部団地のロータリーに設けられた笹部団地バス停に停車し、再度月見町 - 松本バスターミナル方面へと向かう路線だった。1998年（平成10年）頃廃止されたが、2009年12月16日より運行を再開した。芝浦経由は、朝日線と同じルートで高宮まで行き、南松本の信号を右折してから高宮局前の信号を左折せず直進した直後に高宮局前バス停（朝日線の同名バス停《現在の高宮南バス停》とは位置が異なる。南部循環線の高宮公民館バス停と道を挟んだあたりにあった。）に停車、そのまま直進し、南側から笹部団地に入っていく路線であった。平成8年頃廃止された。現在の南部循環線の高宮南 - 笹部団地間に相当するが、南部循環線は笹部団地から高宮南方面への一方通行しか路線である。
- 出川・高宮経由笹部団地線【全廃】
  - 松本駅 - 松本営業所 - 出川西区 - 高宮東 - 笹部団地

1984年（昭和59年）9月1日現在の時刻表には、掲載されていない。
- 合同庁舎線【全廃】
  - 松本バスターミナル - 巾上 - 渚町区 - 荒井 - 合同庁舎

松本バスターミナルから伊勢町Ｍウィングを経由して国道158号線をみちなりに走り合同庁舎入り口交差点を右折して合同庁舎前に至る路線であった。2023年4月1日から現在はタウンスニーカー西コース急行便を経て西コースが松本島内線に統合され同日に合庁ライナーとして分離。ただしいずれも松本駅アルプス口発着である。
- タウンスニーカー西コース
  - ショートルート：松本駅アルプス口 → なぎさライフサイト → 丸の内病院 → 合同庁舎 → 信濃荒井 → 田川公民館 → 松本駅アルプス口
  - ロングルート：松本駅アルプス口 → なぎさライフサイト → 丸の内病院 → 合同庁舎 → 浮世絵博物館・松本市歴史の里 → 信濃荒井 → 田川公民館 → 松本駅アルプス口

2008年8月1日から運行開始。2024年3月31日をもって松本島内線に統合され廃止された。
- 国道上高地線【全廃】
  - 松本 - 巾上 - 渚町区 - 渚 - 荒井 - 堀米 - 松本インター前 - 小柴 - 島立町区 - 下新 - 北新 - 上新東区 - 上新 - 三溝 - 森口口 - 学校前 - 渕東下町 - 渕東 - 新島々営業所 - 前渕 - 島々 - 稲核 - 沢渡 - 中の湯 - 大正池 - 上高地バスターミナル

- 松本 - 渚線（上高地線代行バス）
  - 松本駅アルプス口 - 西松本駅 - 渚駅
    - 田川橋梁が被災し運休していた上高地線の代行バスだった。上高地線運行再開をもって廃止。

- 松島線【全廃】
  - 松本バスターミナル - 大手大通り - 北松本駅前 - 蛇原橋 - 松島中学校口 - 青島

現在のぐるっとまつもと松本島内線の一部区間に該当。
- 池田線→安曇野線【全廃】
  - 松本バスターミナル - 宮渕 - 梓橋 - 立石 - 成相 - 豊科（営） - 碌山館口 - 有明 - 池田（営）

現在は、豊科中央公園 - 豊科駅間と穂高駅 - 池田（安曇総合病院）間に相当し、穂高駅 - 池田間については廃止後すぐ池田町営バスに継承。
- 国営アルプスあづみ野公園線
  - 豊科駅 - 国営アルプスあづみ野公園

2009年（平成21年）7月18日の国営アルプスあづみ野公園開業に伴い季節限定で運行開始したが2010年シーズンの運行はなかった。
- 立田線→梓川線【全廃】
  - 松本バスターミナル - 本町 - 城西町 - 新橋 - 松本児童園口 - 梓橋 - 立田 - 中塔
  - 松本バスターミナル - 本町 - 城西町 - 新橋 - 松本児童園口 - 梓橋 - 立田 - 八ヶ山（のちに八景山に改名） - 島々駅
  - 一日市場駅前 - 倭北団地 - 氷室西 - 立田 - 八景山（末期）

2008年12月15日限りで、松本バスターミナル - 城西町 - 新橋 - （ラーラ松本を一部の便が経由 - ）松本児童園口 - 梓橋 - 横沢下町間が廃止され、横沢下町 - 一日市場駅間が新設された際に新島々営業所の管轄に変更となり、梓川線と路線名も変更された。梓川線と改称されてからは土休日は全便運休。それまでは松本営業所管轄で、立田線という路線名だった。平成8年8月1日現在の時刻表には、松本児童園口折り返しの便が掲載されている。2005年7月16日よりラーラ松本線を併合するに伴い、音楽文化ホール入口（島内駅付近） - 島内学校間で朝の松本行きを除く全便ラーラ松本を経由するようになった。しかし結果的に所要時間が増大したことが敬遠され利用が低下した。松本市の補助で存続することとなったが、主にJR大糸線と並行する区間は大糸線などで代替可能として松本 - 横沢下町間は廃止されることとなった。松本バスターミナルに代わる発着点として梓橋駅と新村駅が検討されたものの導線が長いことやバスを転回するスペースがない（2023年現在、新村駅の広場になっている場所は当時、旧駅舎があった）ことから少しスペースに余裕のある一日市場駅発着となった。安曇野市に乗り入れることになりため安曇野市側とも協議することとなったが管轄するタクシー会社が難色を示したため安曇野市内には一日市場駅以外バス停を設けないことで合意した。また管轄が松本営業所から新島々営業所に変更された。この変更により氷室地区に路線バスが通らないことになり代替として少し離れた氷室西交差点近くに氷室西バス停が設置された。八景山バス停は新島々駅の梓川を挟んだ対岸、徒歩10分程度の距離であった。2010年7月30日限りで廃止（31日は土曜日のため運休）なお八景山より新島々への県道は度重なる落石により安全にかつ完全な復旧は困難と判断、通行止めとなり事実上廃道となった。現状盲腸線となっているため近辺に住む住人の交通の便なども考慮し、県は八景山より対岸へ道路をショートカットさせる橋を建設する予定で2017年度より事業計画に入っている。2010年8月2日（8月1日は日曜日のため運休）より松本市コミュニティバス（のちの松本市地域提携バス）に継承されしばらく一日市場駅発着だったが梓橋駅（当時は梓橋松本線踏切近く）発着へ変更となったのち新村駅発着へ再度変更（これにより氷室地区の区間大部分は廃止）され、2023年4月1日に再び梓橋駅（駅前）発着に変更（氷室地区へのバス路線復活）となった。また運行形態も異なっていて丸田東 - 八景山間は本数が著しく少なくなっており、ほとんどが波田駅発着。
平均乗車密度：1.36人、損益分岐点：17.33人。欠損の一部は松本市から補助。
- ラーラ松本線【全廃】
  - 松本バスターミナル - 本町 - シルバー人材センター - 音楽文化ホール - ラーラ松本

ラーラ松本:開業に伴って運行が始まった。運行開始当初は、安曇野線や立田線同様に城西町を経由していたが、後にシルバー人材センター経由に変更された。立田線へ統合されるに伴い2005年7月15日限りで廃止され、朝の上り便を除いて音楽文化ホール入口（島内駅付近） - 島内学校間でラーラ松本を経由するようになり、シルバー人材センター経由を廃止したうえで松本バスターミナル…音文ホール - ラーラ松本 - 島内学校前 - 立田という経路で運行して代替するようになったが、ラーラ松本へ寄り道したことにより所要時間が増大し利用は減少し、2008年12月15日限りで松本バスターミナル - 横沢下町間が廃止され、一日市場発着に変更し梓川線として存続するも2010年7月30日をもって廃止された。現在、一部が松本市西部地域コミュニティバスへ引き継がれている。
- 高家（たきべ）線【全廃】
  - 松本駅 - 梓橋 - 高家農協 - 豊科（営）

1984年（昭和59年）9月1日現在の時刻表には、掲載されていない。
- 住吉線【全廃】
  - 松本駅 - 中萱駅 - 住吉 - 小田多井

1984年（昭和59年）9月1日現在の時刻表には、掲載されていない。
- 小倉線【全廃】
  - 松本駅 - 梓橋 - 三郷役場 - 小倉 - 琴平口 - 中塔

現在は梓川小学校と三郷小学校のスクールバスに引き継がれている。梓川小学校と三郷村の通学生以外はデマンドバスあづみんを利用することになる。
- 野沢線【全廃】
  - 松本駅 - 梓端 - 野沢

1984年（昭和59年）9月1日現在の時刻表には、掲載されていない。
- 犀川線【全廃】（明科駅 - 山清路は生坂村営バスが運行）
  - 松本バスターミナル - 新橋 - 平瀬口 - 田沢駅 - 北村 - 塔の原 - 明科駅 - 山清路

廃止後もしばらくは平瀬口付近には、鉄製の待合小屋とバス利用者用横断歩道が存在していた。（同様に下田にも木製の待合小屋が存在した）
- 塩倉山田線【全廃】
  - 松本バスターミナル - 信州大学前 - 法務局前 - 神沢 - 山田口 - 塩倉・山田公民館前

- 三才山線（山城口 - 稲倉 - 一の瀬）
  - 松本バスターミナル - 市役所前 - 蟻ヶ崎高校前 - 北蟻ヶ崎 - 法務局 - 追分 - 岡田出張所前 - 山城口 - 稲倉 - 倶楽部前 - 一の瀬

大半を鹿教湯温泉線と重複していたが、三才山線は稲倉 - 一の瀬間は土曜休日運休であった他、朝夜のみの運行だったため鹿教湯温泉線が日中の運行をになっていた。三才山線としては2016年10月31日を以て山城口以遠の末端区間が廃止され、残存区間は岡田線に改称され、廃止区間はコミュニティバスほしみ線に転換された。
- 鹿教湯温泉線（松本バスターミナル - 鹿教湯東（現在の鹿教湯温泉入り口）は今でも運行中）
  - 松本バスターミナル - 鹿教湯東 - 霊泉寺温泉

- 松本上田線（現在は、錦部口 - 上田が廃止され、残存区間は四賀線に編入されている）
  - （含保福寺線） 松本駅 - 錦部口 - 召田 - 会吉 - 上田駅

1984年（昭和59年）9月1日現在の時刻表では、松本バスターミナル - 会吉間に短縮されていた。
現在は途中のルートや途中の停留所が完全に違うものの上田松本直行バスが運行している。
- 美ヶ原高原線 
  - 松本バスターミナル - 美ヶ原温泉 - 浅間温泉 - 美鈴湖 - 武石峠 - 美ヶ原高原

アルピコ交通のHPに時刻表の掲載がされていない。
現在は松本市内にあるタクシー会社が松本駅アルプス口発着からほぼ同じルートで運行している。
- 林・橋倉線【全廃】
  - 松本駅 - 林 - 橋倉

1984年（昭和59年）9月1日現在の時刻表には、掲載されていない。
- 入山辺・扉温泉線（大和合 - 扉温泉間が廃止され、残存区間は入山辺線と呼ばれていたが、2017年3月末をもって廃止）
  - 松本バスターミナル - 三反田 - 大和合 - 扉温泉

- 駒越線【全廃】
  - 松本駅 - 入山辺出張所 - 駒越

2025年現在の地域主導型コミュニティバス入山辺線の一部ルートに相当。
- 入山辺線
- [→大和合行き51・三反田行き52] [←50]（2009年12月15日までは[→大和合行き71・三反田行き72] [←70]） 松本バスターミナル - 東町 - 惣社（そうざ） - 入山辺出張所前 - 美ヶ原高原口 - 三反田組合前 - 大和合
- [→53] [←50] 松本バスターミナル - 東町 - 惣社（そうざ） - 入山辺出張所前 - 美ヶ原高原口 - 舟付橋
  - 2009年12月16日から舟付橋折り返し便が新設され、美ヶ原高原口 - 大和合間は土休日全便運休となった。2017年3月31日の運行を最後に廃止。
  - 三反田行きの行き先表示は[52三反田]となっているが、実際の終点は奈良尾車庫前であった。
  - 現在は該当区間を地域主導型コミュニティバス入山辺線がほぼ同じルートに加えて月曜日から金曜日まで異なる経路で運転する系統も運行開始した。ただし現在の入山辺線は土日運休、4月1日と2日は土日だったため実際の運行開始日は3日からである。
  - 平均乗車密度：3.51人、損益分岐点：9.14人。

- 薄川線【全廃】
  - 松本バスターミナル - 松商学園口 - 筑摩橋 - 金華橋 - 川久保橋 - 舟付橋

薄川（すすきがわ）沿いに走っていた路線。舟付橋バス停は、平成21年12月16日から運行を開始した入山辺線舟付橋折り返し便の舟付橋バス停は舟付集落寄りに設置されていたが、薄川線の舟付橋バス停は集落から西へ約1km近く離れた場所の堆肥置き場にあった。
- 会田線【全廃】
  - 明科駅 - 大木戸 - 会田 - 化石館 - 福寿草公園前 - 保福寺下町
  - 最末期には平日のみ運行で、朝、化石館→大木戸→保福寺下町→明科駅と走り、夕方明科駅→保福寺下町と走るだけであった。四賀線とは運用が完全に独立していたほか、化石館 - 保福寺下町の運賃が、並走する四賀線と異なっていた[27]。
  - 1984年（昭和59年）9月1日現在の時刻表では、以下の様な路線であった。
  - 明科営業所廃止後の数年間、向原で松本営業所の2両が夜間滞泊していた。
    - 明科駅 - 会田 - 矢久 - 小胡桃
    - 明科駅 - 会田
    - 明科駅 - 会田 - 矢久
    - 明科駅 - 会田 - 原山橋
    - 明科駅 - 会田 - 両瀬
    - 明科駅 - 会田 - 向原
    - 明科駅 - 会田 - 保福寺（保福寺下町か保福寺天王かは記載されていない）
    - 晩年は平瀬口付近にあったアルピコハイランドが担当していた。
    - 2010年9月30日を以て廃止され10月1日から松本市営バス四賀線に転換され2024年時点では四賀循環線に改名しルートの再編が行われ四賀支所で乗り換えとなっている。結果的に旧経路が分断された。

塩尻駅近郊
塩尻市内は山塩線を除く廃止バス路線は塩尻市が引き継いだ。
- 小曽部線【全廃】
  - 塩尻（営） - 塩尻駅口 - 原口 - 学校前 - 金山 - 大沢口

平成8年6月15日限りで廃止。
現在の塩尻市地域振興バス洗馬線に相当。
- 塩尻御馬越線【全廃】
  - 塩尻（営） - 塩尻駅 - 小野沢 - 御馬越

1984年（昭和59年）9月1日現在の時刻表には、掲載されていない。
- 岩垂・今井線【全廃】
  - 塩尻（営） - 塩尻駅 - 岩垂 - 下今井 - 松本駅

1984年（昭和59年）9月1日現在の時刻表では、下今井 - 塩尻（営）間に短縮されていた。1988年（昭和63年）3月31日限りで廃止。
- 奈良井線【全廃】
  - 塩尻（営） - 塩尻駅口 - 洗馬駅前 - 本山上町 - 日出塩 - 贄川駅前 - 贄川役場前 - 奈良井駅前 - 栃窪 - 薮原駅

1984年（昭和59年）9月1日現在の時刻表では、塩尻（営） - 塩尻駅 - 日出塩間に短縮され、日出塩線と呼ばれていた。1999年（平成11年）3月31日限りで廃止。。現在は塩尻市地域振興バス楢川線が該当区間を運行。ただし塩尻駅で路線が異なっているため乗り換えが必要となる。
- 洗馬循環線【全廃】
  - 塩尻（営） - 中原 - 原村 - 下平 - 洗馬 - 床尾 - 塩尻（営）

1987年3月31日限りで廃止。塩尻市地域振興バス洗馬線や宗賀線の一部に相当。
- 西条・みどり湖線【全廃】
  - 塩尻（営） - 塩尻駅 - 強清水 - みどり湖会館前

1987年3月31日限りで廃止。
のちの塩尻市地域振興バスみどり湖東山線と塩尻東線の一部区間に相当するが両路線ともに2023年3月31日をもって廃止。
- 勝弦線【全廃】
  - 塩尻駅 - 塩尻（営） - みどり湖口 - 勝弦 - 小野駅

塩尻駅 - 勝弦間は1983年（昭和58年）7月5日限りで廃止。
現在の塩尻市地域振興バス北小野線の一部に相当。
小野駅・辰野駅・藪原駅近郊
- 飯沼線【全廃】（現在は辰野町営バスが運行）
  - 小野駅 - 山口
  - 現在の辰野町営バスの一部に相当。

- 藤沢線【全廃】
  - 小野駅 - 藤沢

1984年（昭和59年）9月1日現在の時刻表には、掲載されていない。
- 川島線【全廃】（現在は辰野町営バスが運行）
  - 辰野駅 - 川島駅前 - 木曽沢
  - 現在の辰野町営バスに一部に相当。

- 小横川線【全廃】
  - 辰野駅 - 利用部前 - 小横川
  - 現在の辰野町営バスの一部に相当。

- 大平線【全廃】
  - 藪原駅 - 鳥居原 - 大平

1984年（昭和59年）9月1日現在の時刻表には、掲載されていない。
- 羽淵線【全廃】
  - 藪原駅 - 楢川役場前 - 楢川中学校前 - 奈良井駅 - 栃窪 - 上の原 - 羽淵 - 栃洞沢

1984年（昭和59年）9月1日現在の時刻表には、掲載されていない。
一部は2024年現在の塩尻市地域振興バス楢川線のデマンド便となっている。
白馬駅・南小谷駅近郊
- 菅・野平線【全廃】
  - 四ツ谷駅（白馬） - 野平口 - 野平 - 菅

1984年（昭和59年）9月1日現在の時刻表には、掲載されていない。ただし、観光路線時刻表に掲載されていた可能性もあるため、廃止されていたと断言はできない。
- 栂池線
  - 親の原（栂池高原） - 東急山荘 - 赤抜

1984年（昭和59年）9月1日現在の時刻表には、掲載されていない。ただし、観光路線時刻表に掲載されていた可能性もあるため、廃止されていたと断言はできない。
- 土谷線（小谷村営バスに移管）
  - 南小谷駅 - 會田 - 奉納（ぶのう）
  - 南小谷駅 - 中央橋 - 中土支所
  - 南小谷駅 - 白馬大池駅

1984年（昭和59年）9月1日現在の時刻表には、掲載されていない。ただし、観光路線時刻表に掲載されていた可能性もあるため、廃止されていたと断言はできない。
- 佐野線【全廃】
  - 白馬駅 - 佐野坂

1984年（昭和59年）9月1日現在の時刻表には、掲載されていない。ただし、観光路線時刻表に掲載されていた可能性もあるため、廃止されていたと断言はできない。
- エコーランド線【全廃】
  - 白馬駅 - みそらのエコーランド

1984年（昭和59年）9月1日現在の時刻表には、掲載されていない。ただし、観光路線時刻表に掲載されていた可能性もあるため、廃止されていたと断言はできない。
大町駅近郊
大町営業所は黒部線以外の所管路線とともに、1980年代後半（昭和60年代前半）に川中島バスに移管された。
- 小谷線【全廃】（南小谷駅 - 小谷温泉間は小谷村営バスに移管）
  - 大町駅 - 上大黒町 - 木崎湖 - 白浜 - 四ツ谷駅（白馬駅） - 南小谷駅 - 中央橋 - 中土駅 - 小谷温泉
  - 大町駅 - 上大黒町 - 木崎湖遊園地

- 大町市内線【全廃】
  - 大町駅 - 大町（営）

1984年（昭和59年）9月1日現在の時刻表には、掲載されていない。
- 内山線【全廃】
  - 大町駅 - 内山 - 四ツ谷駅（白馬駅）

1984年（昭和59年）9月1日現在の時刻表には、掲載されていない。ただし、観光路線時刻表に掲載されていた可能性もあるため、廃止されていたと断言はできない。
- 湯の海線【全廃】
  - 大町駅 - 新行 - 湯の海

1984年（昭和59年）9月1日現在の時刻表には、掲載されていない。ただし、観光路線時刻表に掲載されていた可能性もあるため、廃止されていたと断言はできない。
- 鹿島槍高原線【全廃】
  - ヤナバ - 鹿島槍黒沢高原

1984年（昭和59年）9月1日現在の時刻表には、掲載されていない。ただし、観光路線時刻表に掲載されていた可能性もあるため、廃止されていたと断言はできない。
- 鹿島線【全廃】
  - 大町駅 - 源汲上手村 - 鹿島 - 大谷原

1984年（昭和59年）9月1日現在の時刻表には、掲載されていない。ただし、観光路線時刻表に掲載されていた可能性もあるため、廃止されていたと断言はできない。
- 大町温泉源汲線【全廃】
  - 大町駅 - 大出 - 黒観ホテル - 源汲

1984年（昭和59年）9月1日現在の時刻表には、掲載されていない。ただし、下にある葛温泉・市民浴場線と同一路線の可能性もある。
- 葛温泉線【全廃】
  - 大町駅 - 大出 - 笹平 - 葛温泉 - 七倉

1984年（昭和59年）9月1日現在の時刻表には、掲載されていない。ただし、下にある葛温泉・市民浴場線と同一路線の可能性もある。
- 葛温泉・市民浴場線
  - 大町駅 - 中原口 - 大出 - 大町ダム - 葛温泉 - 七倉
  - 大町駅 - 上大黒町 - 大出 - 大町ダム - 葛温泉 - 七倉
  - 大町駅 - 上大黒町 - 大出 - 市民浴場 - 大町ダム - 葛温泉 - 七倉
  - 大町駅 - 中原口 - 大出 - 源汲

- 常盤循環線【全廃】
  - 西回り：大町（営） - 大町駅 - 常盤駅
  - 東回り：大町（営） - 大町駅 - 常盤駅 - 大町駅 - 大町（営）

1984年（昭和59年）9月1日現在の時刻表では、掲載されていない。ただし、下にある常磐線と同一路線の可能性もある。
- 常盤線【全廃】
  - 大町駅 - 常盤駅

- 大原東洋紡線【全廃】
  - 昭電精米所 - 東洋紡正門 - 大町駅 - 大町（営） - 大原 - 大沢寺

1984年（昭和59年）9月1日現在の時刻表では、掲載されていない。ただし、下にある大原線と同一路線の可能性もある。
- 大原線【全廃】
  - 大町駅 - 上大黒町 - 中原 - 大原 - 大沢寺

- 広津線【全廃】
  - 二丁目 - 池田（営） - 大峰口 - 広津保育園

現在は池田町営バス広津線として運行。
- 大町線【全廃】
  - 上大黒町 - 大町駅 - 池田（営） - 明科駅 - 松本駅

川中島バスに移管後、上大黒町 - 明科駅間に短縮されながらも長く走り続けていたが、2000年頃廃止された。現在は正科北 - 明科駅間は池田町営バス明科線が、正科 - 大町駅間は大町市民バス社（宮本方面）コースが運行されている。
東筑摩郡北部
- 磋切線【全廃】
  - 坂北駅 - 滑沢 - 細田 - 磋切 - 山清路・赤松

- 青木線【全廃】
  - 麻績駅（現：聖高原駅） - 坂井 - 生金 - 高萩 - 真田

- 聖高原線【全廃】
  - 麻績駅（聖高原駅） - 聖高原 - シャングリラ - 聖ヶ丘

- 上山田線【全廃】
  - 麻績駅（聖高原駅） - 坂井 - 永井中村

1984年（昭和59年）9月1日現在の時刻表では、掲載されていない。ただし、上にある青木線の朝の真田行き1本が永井を経由している。
- 麻績 - 西条線【全廃】
  - 麻績駅（聖高原駅） - 滑沢 - 坂北駅 - 西条駅
  - 麻績駅（聖高原駅） - 滑沢 - 磋切

- 河鹿沢線【全廃】
  - 西条駅 - 立川 - 高谷車庫

- 乱橋線【全廃】
  - 西条駅 - 乱橋 - 大門

1984年（昭和59年）9月1日時点の時刻表では西条駅 - 乱橋間に短縮されていた。
安曇野市・池田町近郊
- 松川～鼡穴線【全廃】（現在は松川村福祉バスが運行）
  - 池田（営） - 松川駅 - 鼡穴（ろうけつ）

- 池坂線【全廃】
  - 池田（営） - 中山温泉 - 上生坂

1984年（昭和59年）9月1日現在の時刻表には掲載されていないが、下記の生坂・陸郷線と同一路線の可能性もある。
- 陸郷線【全廃】
  - 池田（営） - 七五三 - 落合橋

1984年（昭和59年）9月1日現在の時刻表には掲載されていないが、下記の生坂・陸郷線と同一路線の可能性もある。
- 生坂・陸郷線【全廃】
  - 池田（営） - 中山温泉 - 草尾 - 上生坂
  - 池田（営） - 八代 - 下生野 - 上生坂

2025年現在の生坂村営バス池坂線に相当。
廃止後は池田町営バスの運行だったが、のちに生坂村へ移管されたことにより現在は生坂村営バス生坂線となっている。
- 登波離橋線【全廃】
  - 池田（営） - 池田一丁目 - とはり橋

1984年（昭和59年）9月1日時点の時刻表には掲載されていない。
- 潮沢線【全廃】（1952年 - ？年）
  - 明科駅 - 白坂口

現在は安曇野市営バスが継承し、潮沢線もその名前のままで運行。
- 小立野線【全廃】
  - 明科駅 - 小立野 - 下生野

1984年（昭和59年）9月1日現在の時刻表では掲載されていない。犀川を挟んで国道19号線の対岸の旧道を走る。
現在、明科駅発着の生坂村営バスが一日のうち4便、かつてあった小立野線を経由して運行している。
- 富田線【全廃】
  - 明科駅 - 穂高新道四ツ角 - 穂高駅 - 富田 - 新屋公民館前

- しゃくなげ荘線【全廃】
  - 穂高駅前 - しゃくなげ荘

1984年（昭和59年）9月1日時点の時刻表では、富田線が明科駅 - 穂高駅 - しゃくなげ荘間を運行していた。
- 宮城線【全廃】
  - 明科駅 - 碌山館口 - 有明駅前 - 宮城 - 宮前

- 柏矢町・牧線【全廃】
  - 明科駅 - 穂高新道 - 粕矢町 - 牧

現在、粕矢町の粕は柏にし、柏矢町になる。
- 中房線【全廃】
  - 明科駅 - 穂高駅 - 有明 - 宮城 - 中房温泉

現在、穂高駅 - 中房温泉は南安タクシーと安曇観光タクシーにより運行されている。
- 田多井線【全廃】
  - 豊科駅 - 田多井

1984年（昭和59年）9月1日時点の時刻表には掲載されていないが、下記の堀金循環線と同一路線の可能性もある。
- 須砂渡線【全廃】
  - 豊科駅 - 北海道 - 須砂渡

1984年（昭和59年）9月1日時点の時刻表には掲載されていないが、下記の堀金循環線と同一路線の可能性もある。
- 堀金循環線【全廃】
  - 下堀廻り：豊科（営） - 豊科駅 - 下堀 - 北海道 - 田多井 - 上堀 - 豊科駅 - 豊科（営）
  - 上堀廻り：豊科（営） - 豊科駅 - 上堀 - 田多井 - 北海道 - 下堀 - 豊科駅 - 豊科（営）

- アルプスあづみの公園線【全廃】
  - 豊科駅 - 国営アルプスあづみの公園

国営アルプスあづみの公園初開園に伴い2004年7月24日から運行開始。JR大糸線の豊科駅と国営アルプスあづみの公園を結ぶ路線として季節運行で途中の停留所はなく運賃は1回200円かつ車両はワンボックスカー、終点国営アルプスあづみの公園では安曇野穂高周遊バスに接続できる時間帯があった。
だが同年12月31日を最期に翌年からは運行がなく廃止されたと思われる。
1984年（昭和59年）9月1日時点の時刻表には掲載されていない。
- 田沢・大口沢線【全廃】
  - 豊科駅 - 田沢駅 - 大口沢

1984年（昭和59年）9月1日時点の時刻表には掲載されていないが、下にある田沢線と同一路線の可能性もある。廃止後、安曇野市豊科地域振興バスが継承したのちデマンド交通あづみんに移行。
- 田沢線【全廃】
  - 豊科（営） - 豊科駅 - 田沢駅

旧安曇村・奈川村地区
- 上高地平湯線
  - 上高地 - 中の湯 - 安房峠 - 平湯

- 奈川線（現在は松本市営バスが運行）
  - 新島々駅 - 奈川渡ダム - 奈川温泉 - 野麦峠スキー場・川浦

- 稲核線
  - 新島々バスターミナル - 安曇支所前 - 稲核ダム - 稲核 - 水殿（みどの）ダム
    - 上高地線・乗鞍線と同じ経路を走るが、単独の路線名がつけられていた。
    - 下り便は新島々バスターミナル以外では乗車できない。
    - 運賃の上限が510円に設定されていた。
    - 2023年4月1日より、松本市営バス奈川線に統合のうえ廃止された。

## 東京支社（旧アルピコ交通東京）

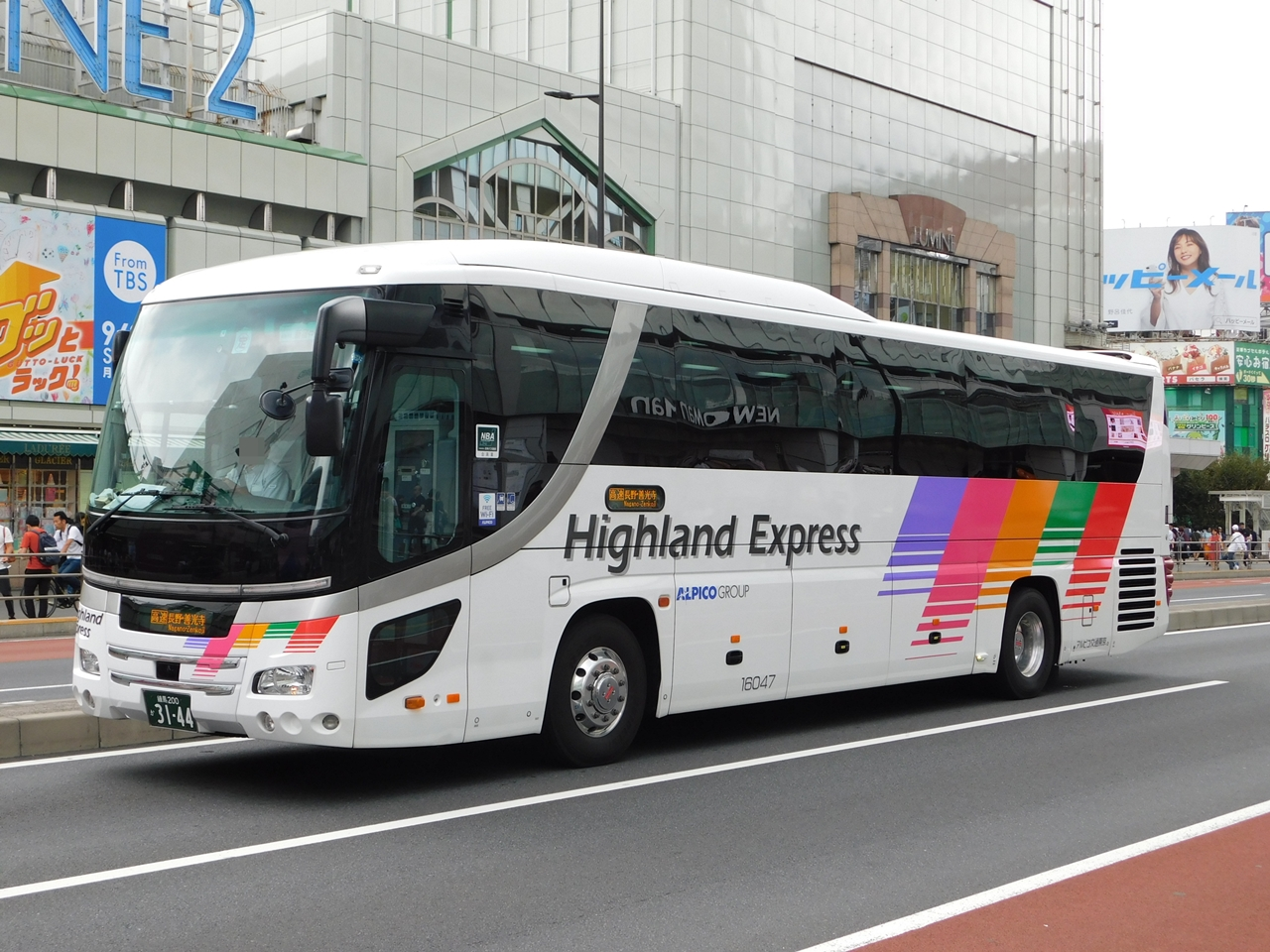
アルピコ交通東京の所属車両（新宿 - 長野線）

2012年（平成24年）11月、「アルピコ交通東京支社」東京営業所を東京都板橋区東坂下に開設。
2015年4月1日に「アルピコ交通東京株式会社」として分社化した。2017年12月にはアルピコ交通東京江戸川営業所を江戸川区北葛西に開設したが、その後情勢の変化に伴い2021年12月1日付でアルピコ交通に吸収合併され、元のアルピコ交通東京支社という体制に戻っている。
2024年4月1日、板橋営業所を大田区大森南に移転し、東京営業所に改称。
中央高速バスをはじめ東京都内発着、および埼玉県内の一部を発着する高速路線バス・観光バスを所管する。
- 事業内容 - 一般乗合旅客自動車運送事業（高速バス）、一般貸切旅客自動車運送事業（東京都内発着）

### 所管高速バス路線
- 松本 - 新宿線
  - 自社運行便のうち6便
  - 京王バス運行便のうち6便の受託[32]
- 岡谷・諏訪 - 新宿線
  - 京王バス運行便のうち2便の受託
- 白馬・安曇野 - 新宿線
  - 冬季ダイヤの夜行便とその折り返しの冬季運行便
- 長野 - 新宿線
  - 自社運行便のうち2便
  - 京王バス東運行便のうち4便の受託
- 長野 - 池袋線
  - 西武バス（旧運行会社）が運行していた2便
- さわやか信州号
  - 新宿 - 上高地線
  - 東京 - 上高地線
  - 新宿 - 白馬線（扇沢・栂池高原経由。2013年以降は白馬・安曇野 - 新宿線の春季 - 秋季季節運行便としての扱い）
- 成田空港 - 白馬線
- 羽田空港 - 白馬線

### 過去の運行路線
渋谷・八王子 - 金沢・加賀温泉線
- 渋谷マークシティ - JR八王子駅北口 - 京王八王子駅 - 金沢駅前 - 松任海浜公園 - 小松駅 - 加賀温泉駅 （西東京バスと共同運行[注釈 25]）[33]

- - 2022年4月22日、路線参入[34]。
  - 2023年12月9日、アルピコ交通便の運行休止（西東京バスは2024年1月9日より運行休止）[35]。
  - 2024年3月31日、路線廃止[36]。

1992年8月3日、西東京バスと北陸鉄道の共同運行として運行開始。2020年3月31日をもって北陸鉄道が撤退し、翌4月1日から2022年4月21日まで西東京バスの単独運行状態が続いていた。
大宮・川越 - 上高地線
- さわやか信州号：大宮駅西口 - 川越駅西口 - 新島々駅 - 安曇支所前 - さわんど - 中の湯 - 上高地
  - 2015年7月17日、運行開始。
  - 2020年度をもって運行休止。

渋谷・二子玉川 - 上高地線
- さわやか信州号：渋谷マークシティ - 二子玉川ライズ・楽天クリムゾンハウス - 新島々駅 - 安曇支所前 - さわんど - 中の湯 - 上高地
  - 2016年7月29日、アルピコ交通東京・東急トランセ下馬営業所・京王バス東世田谷営業所の3社共同運行にて運行開始。
  - 2024年度より撤退し、京王バスと東急バスの2社体制となる。

## 大阪支社（旧アルピコ交通大阪）
2016年（平成28年）10月1日、大阪市大正区に「アルピコ交通大阪株式会社」設立。その後、2019年（平成31年）4月1日にアルピコ交通に吸収合併され「アルピコ交通大阪支社」となった。大阪府内を発着する高速路線バス・観光バスを所管する。
- 事業内容 - 一般乗合旅客自動車運送事業（高速バス）、一般貸切旅客自動車運送事業（大阪府内発着）

### 所管高速バス路線
- アルペン長野号
- アルペン松本号
  - 阪急観光バス（大阪営業所）と共同運行[注釈 26]
- アルペン諏訪号
- 大阪 - 新宿・渋谷・池袋線
  - USJ - 阪急梅田 - 新大阪 - バスタ新宿 - 渋谷マークシティ - 池袋駅東口（京王バスと共同運行[注釈 27]）[37][38][34]

- さわやか信州号
  - 大阪 - 上高地線
  - 大阪 - 白馬線
- スノーマジック号
  - 大阪 - 白馬線[39]

## 車両
いすゞ・三菱ふそう・日野の3メーカーを導入しており、日産ディーゼル（当時、現「UDトラックス」）製は導入していない。
本節では以下、GI（グループアイデンティティ）導入に伴い設定されたアルピコグループ共通色を「アルピコカラー」と表記する。

### 高速・貸切車
高速車は36人・38人乗りトイレ付のハイデッカー。2009年夏には中央高速バス新宿 - 松本線にセレガハイブリッド (RU1ASAR) が導入されて活躍した。
貸切車は、2000年代前半まで入口に当たる釜トンネルに厳しい車高制限・急勾配・急カーブがあり、途中の道路環境が厳しい上高地への輸送に対応した、全長11m級のミドルデッカーが主体であるが、スーパーハイデッカー車両も存在する。一時期、定期観光バス用にダブルデッカーを導入したことがある。
塗装デザインは、当初は路線車と同様の色であったが、1985年に貸切バス販売センターとして「信州観光バスセンター」が設立されるのと同時期に銀色ベースにブルーとピンクの帯を入れたカラーリングに変更された。さらに1990年12月からGI導入に伴いアルピコカラーが導入されている。

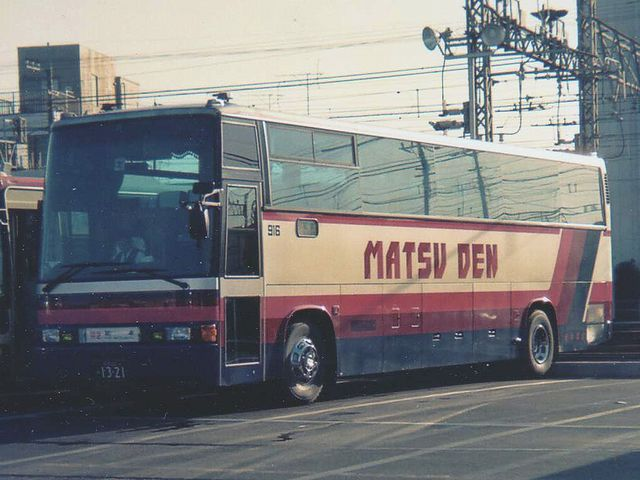
アルピコカラーになる前の高速バス旧塗装（10916号車）
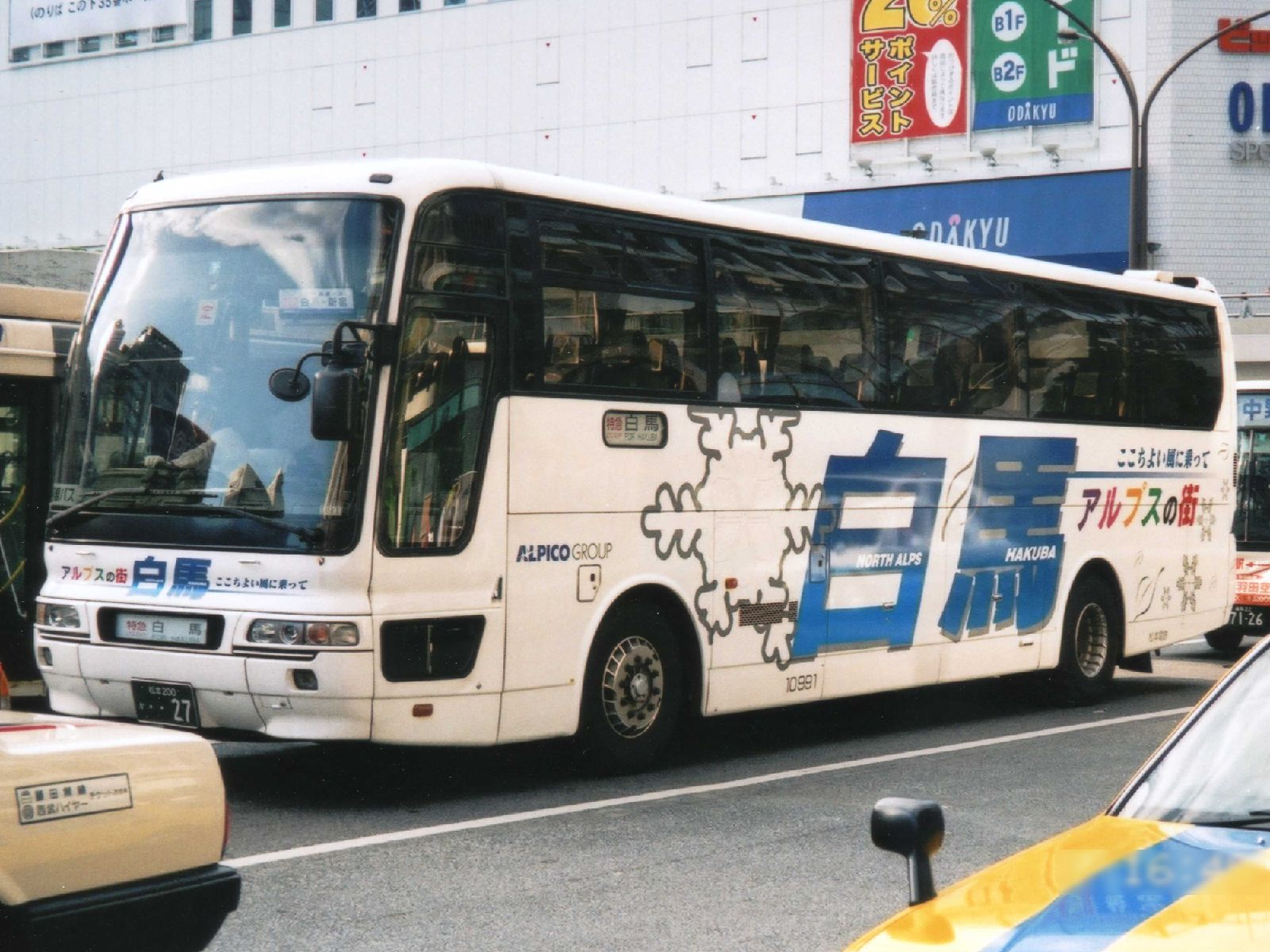
ラッピング高速車（10991号車）

### 路線車
路線バス車両は、冷涼地であることから長らく冷房車の導入に消極的で、自社発注車両は1991年まで非冷房車の導入であった。特に1988年に導入されたいすゞ・キュービック (P-LV314L) は、T字形の半固定窓を装備した車両ながら非冷房車であった。1992年の導入車両から冷房装備とされ、同時期から京阪バスや淡路交通・山陽電鉄バス・大阪市営バス・神戸市営バス・都営バスなどの移籍車の導入も始まった。現在は京王電鉄バスグループや横浜市営バス・東急バス・川崎鶴見臨港バス・神奈川中央交通・国際興業バスなどからワンステップ車やノンステップ車が移籍してバリアフリー化が進んでいる。
1994年、ハイブリッドバスの日野HIMRが新島々営業所に新製配属されて上高地線で運行を始め、以後も継続的にHIMR車の導入を進めたことから、1999年には環境庁（当時）から自然環境功労者表彰を受けた。さらに2001年からはセレガHIMRも加わり、2000年代は新島々営業所所属車はほぼ全車がハイブリッドバスだった。その後ハイブリッドバスの経年とディーゼルエンジンの低公害化により、2022年時点では新島々営業所所属車は座席にコンセントを装備したディーゼルエンジンのいすゞ・ガーラと日野・セレガが主力となっている。
過去の車両で特筆すべきものとしては、1973年から1975年にかけて、ボンネットバスを置き換えるため北村ボディを架装したいすゞ・BU10Kが挙げられる。これらは当初上高地線を走り、その後松本や白馬などの各地に転属、一部は長野オリンピックの観客輸送も担当し、翌1999年秋にさよなら運転を行って廃車となった。これらの車両の一部はGI導入に伴う塗装変更でアルピコカラーに塗り替えられ（ギャラリーの写真も参照）、中にはアルピコカラーをまとったバス窓の車両も存在し、1997年時点でも長野オリンピックの輸送準備のため保管されていた。
1991年に路線バスにアルピコカラーが導入された時点での塗装の地色はすべてアイボリーホワイトだったが、鹿教湯温泉線用のリフトバスがデビューした1995年以降の導入車両は、基本的にハイブリッドバス・ノンステップバス・ワンステップバスはパールホワイト、そうでないツーステップ車はアイボリーホワイトになっている。
2009年12月に、翌2010年の松本電気鉄道創立90周年を記念して、当時最古参の路線車だった1984年製三菱P-MP118M「松本22あ1461：社番10480」をアルピコカラー導入以前の旧塗色に塗り変え「メモリアル号」と命名し、同年12月14日から一般路線で運行開始した。同車はその後経年により現役を退き、現在は長野支社管内の車庫で保管されている。

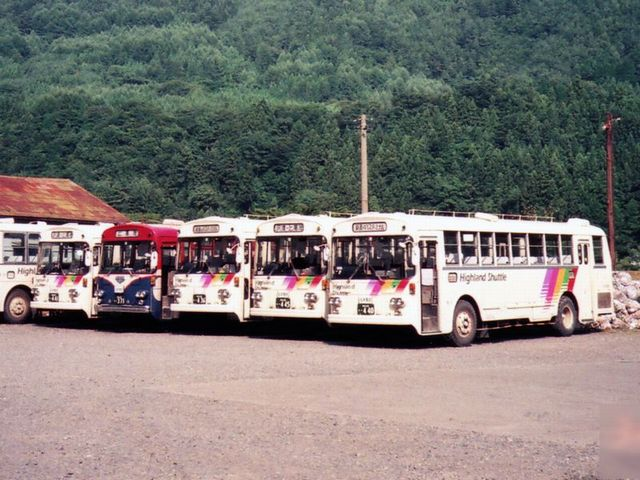
新島々駅前で待機するいすゞBU10K（1992年頃）。旧型バスでもアルピコカラーへの塗り替えが進んでいた
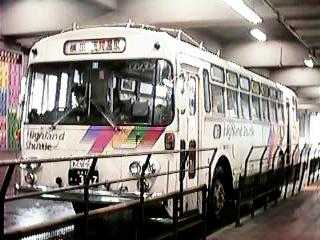
松本電鉄バスのアルピコカラーに塗られた、バス窓仕様のいすゞBU10K（1998年撮影）
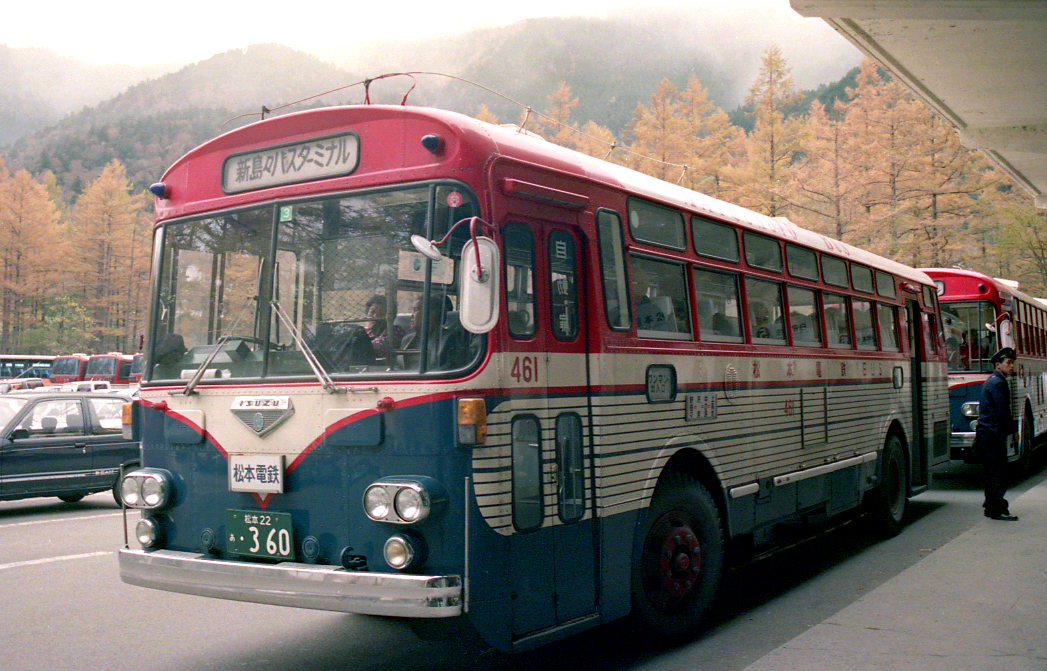
1974年式のいすゞBU10K バス窓（1988年撮影）
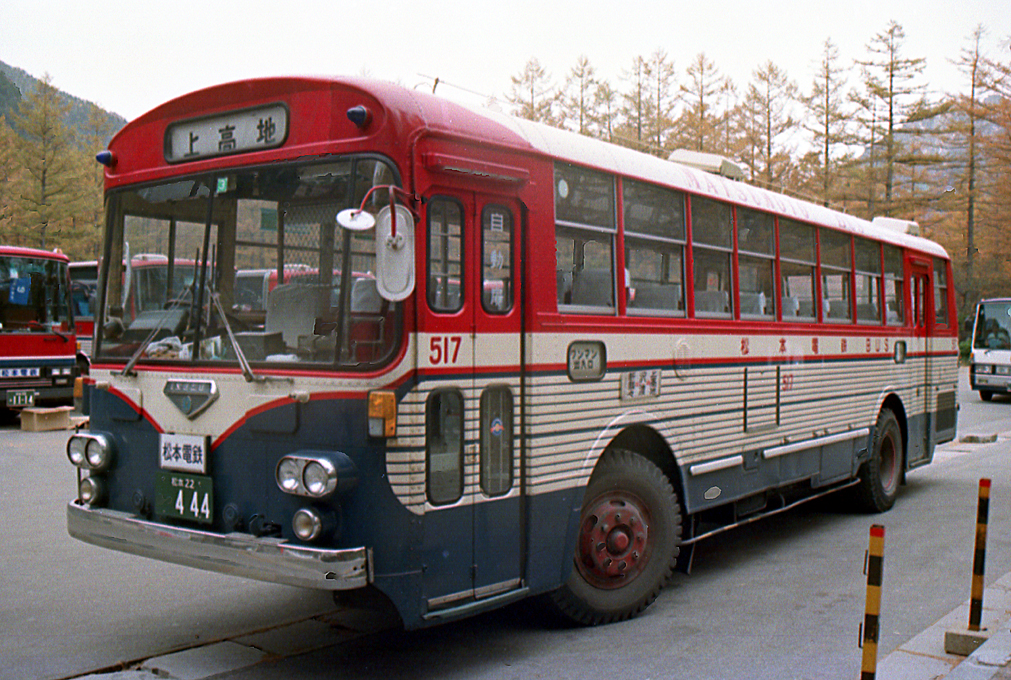
1975年式のいすゞBU10K（1988年撮影）
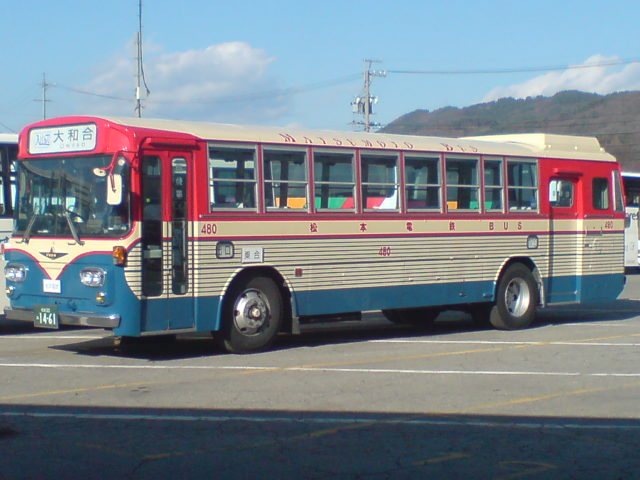
三菱P-MP118M「メモリアル号」
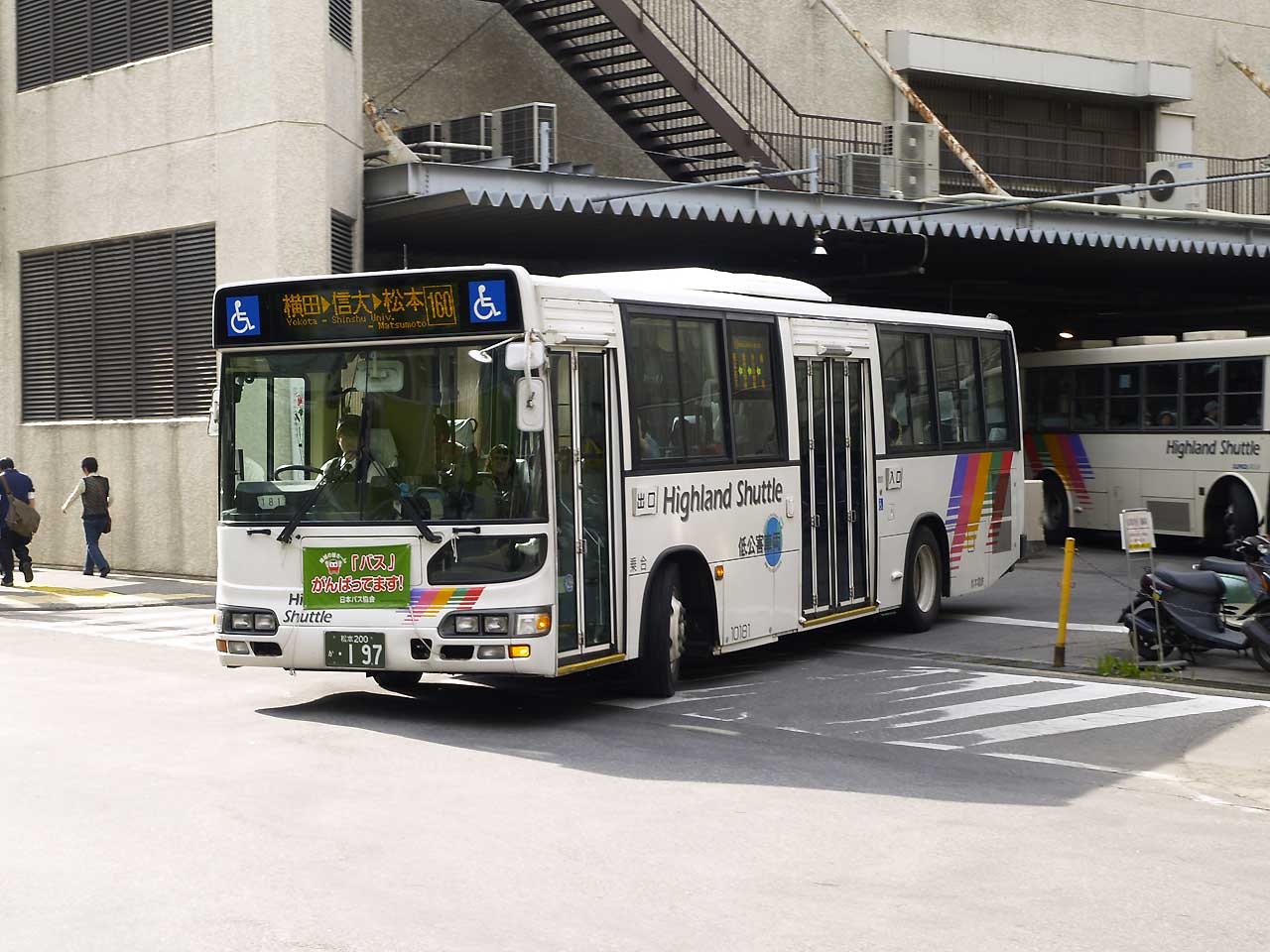
日野・ブルーリボンシティHIMR ワンステップ
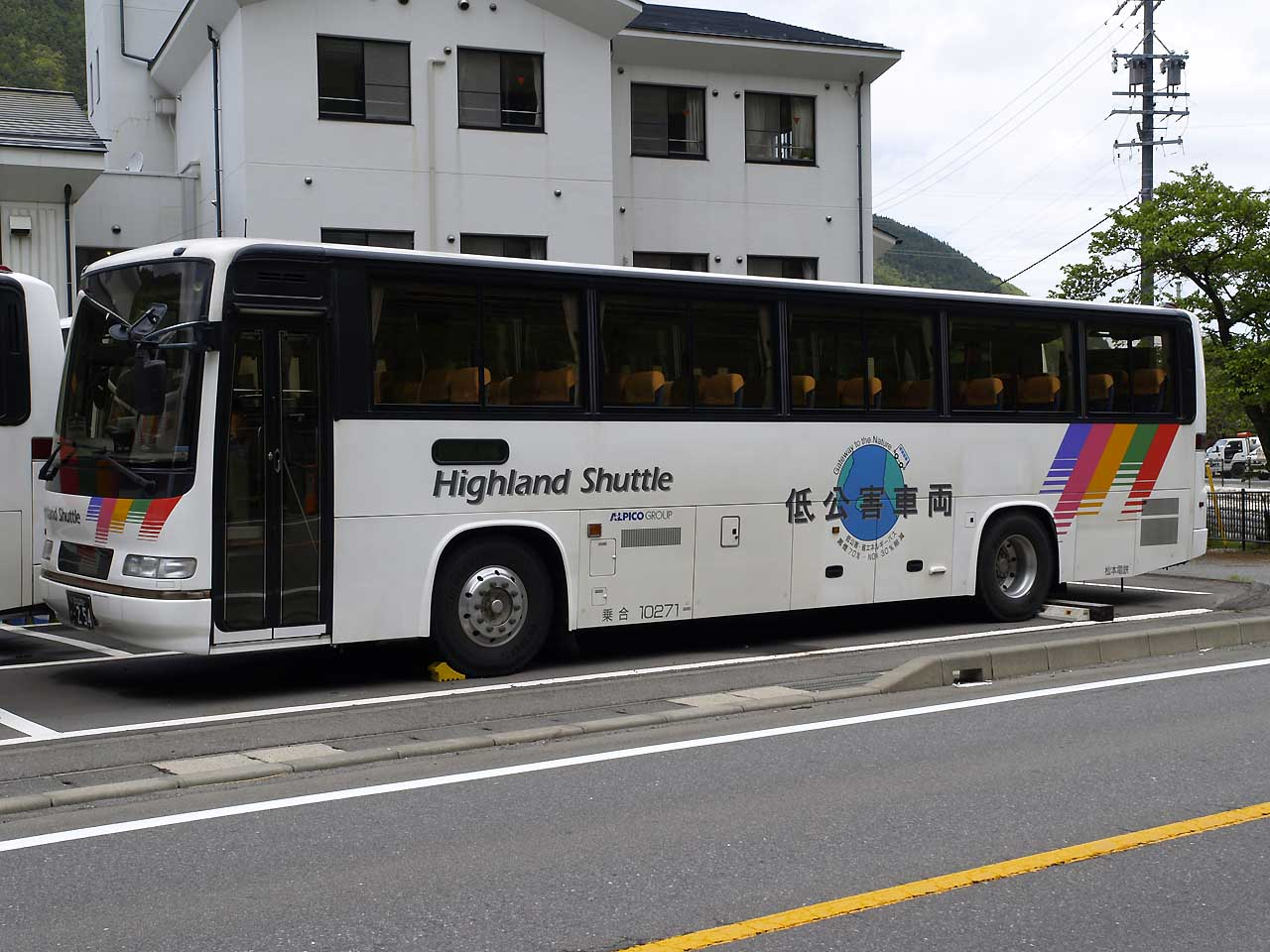
日野・セレガHIMR
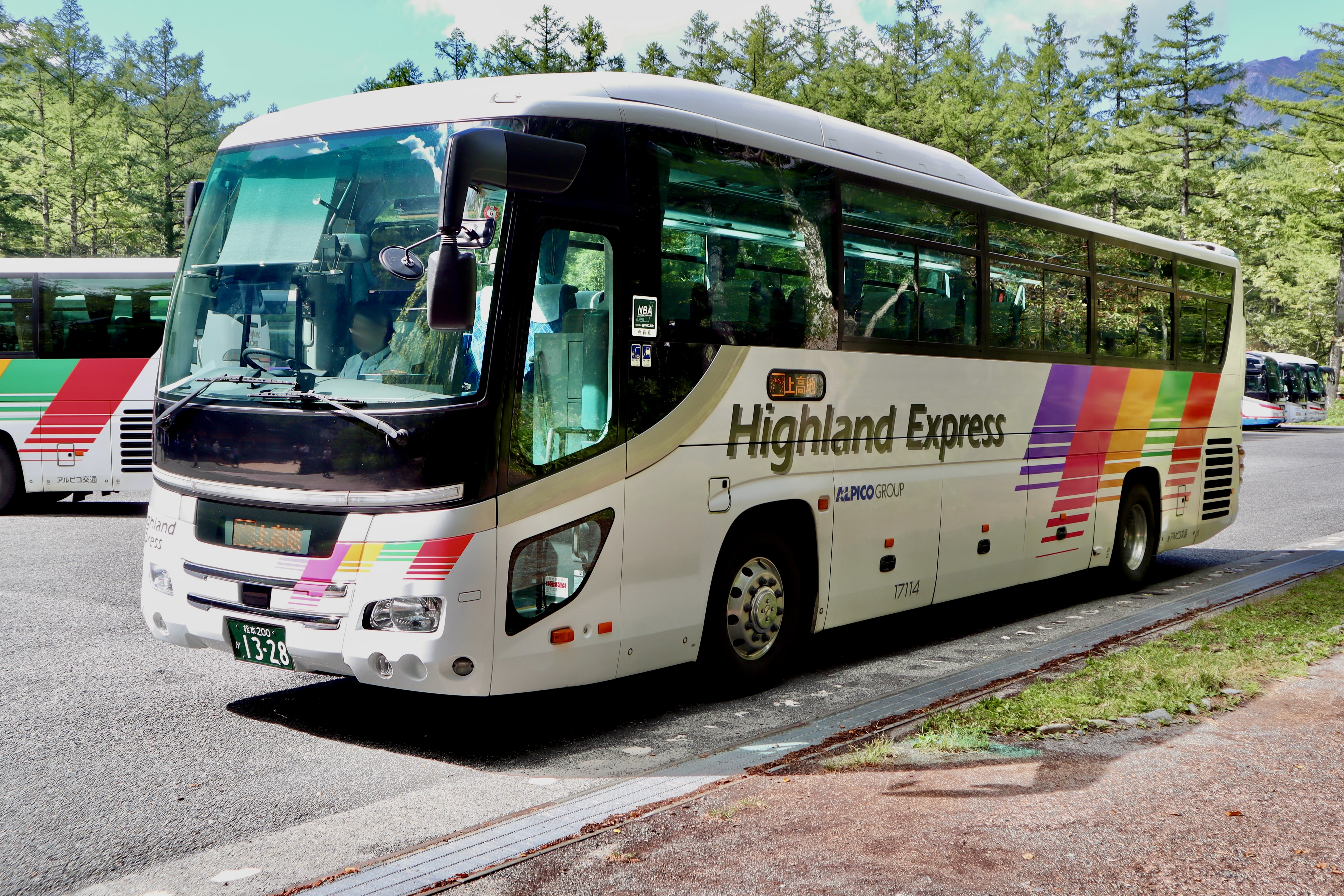
新島々営業所所属のセレガ（2024年）

### 社番

#### 旧松本電鉄時代の車両称号
| 1            | 0           | 1    | 61       |
| ------------ | ----------- | ---- | -------- |
| グループ番号 | 必ず0が入る | 年式 | 通し番号 |

グループ番号
- 1：アルピコ交通本社(旧：松本電鉄バス)
- 2：アルピコハイランドバス
- 3：アルピコ交通諏訪支社（旧：諏訪バス）
- 4：アルピコ交通長野支社(旧：川中島バス)

年式
- 2009年製の場合であれば下1桁の9が入る。

号車番号
- その際登録される通し番号になる。

#### 車両称号（2012年より、アルピコ交通共同仕様）
| 13   | 0    | 22       |
| ---- | ---- | -------- |
| 年式 | 車種 | 通し番号 |

年式
- 1999年製の場合であれば下2桁の99が、2015年製の場合であれば下2桁の15が入る。

車種
- 0：高速車種（トイレあり）
- 1：高速・特急車種（トイレなし）
- 2：ハイブリッド路線（特急対応）
- 3：大型車(主に新規)
- 4：大型車(主に都市部からの移籍)
- 5：中型車(新規・移籍)
- 6：コミュニティーバス・小型車
- 7：貸切車種
- 8：貸切車種

号車番号
- その際登録される通し番号になる[注釈 28]。

## 主な出来事
- 1954年（昭和29年）1月1日 - 安曇村でスキー客を乗せたバスが道路から転落。死者3人、重軽傷者18人[47]。